# Mittleres Çoruh-Becken
Das Mittlere Çoruh-Becken ist eine Gebirgslandschaft Nordostanatoliens in der Türkei beidseits des Çoruh-Tales zwischen dem Schwarzmeer-Küstensaum von Rize und der südlich gelegenen Erzurum-Aşkale-Senke (Erzurum Ovası). Wichtigste städtische Siedlung dort ist neben der jungen Stadt Yusufeli im Osten das historische Zentrum İspir im Westen des mittleren Çoruh-Tales. Die Region deckt sich weitgehend mit dem Landkreis (İlçe) İspir (Provinz Erzurum) sowie mit der westlichen Hälfte des Landkreises Yusufeli (Provinz Artvin) und östlichen Partien des Landkreises Pazaryolu (Provinz Erzurum).

## Zur Lage
Das Mittlere Çoruh-Becken umfasst in Nordostanatolien größere Teile der naturräumlichen Unterregionen "östliches Schwarzes Meer" (Naturraum Nr. 43 bei Erol) und "Erzurum-Kars" (Naturraum Nr. 621 bei Erol) in Ostanatolien. Es wird im Norden durch die nordpontischen Randgebirge bei Rize und im Süden durch die pontischen Ketten nördlich der Erzurum Ovası begrenzt Es ist östlich von Bayburt zwischen Pazaryolu und Yusufeli vom Çoruh Nehri und seinen Nebenflüssen markant durchschnitten, deren begleitenden Gebirgsketten von tiefen und schmalen Tälern durchzogen sind. Der Höhenunterschied zwischen den tektonisch angelegten Talbecken und den Berggebieten beträgt oft deutlich mehr als 500 Meter, wodurch es zwischen Bergen und Flusstälern erhebliche Höhenunterschiede auf kurze Distanz gibt: So liegt beispielsweise das Çoruh-Tal bei Yusufeli etwa 600 m hoch und etwa 7–8 km nördlich erheben sich die Schwarzmeerberge (Karadeniz Dağları) bis auf 3000 m. Das mittlere Çoruh-Becken hat traditionell über die historische Route der rezenten Staatsstraße D 925 enge wirtschaftliche und kulturelle Verbindungen zur Schwarzmeerküste im Norden und nach Erzurum im Süden, die seit 2018 durch mehrere aufwändige Tunnelbauten (Ovit-Tunnel 14,3 km; Kırık-Tunnel 7,1 km; Dallıkavak-Tunnel 3,1 km) zur Entschärfung hoher Gebirgspässe optimiert werden.

## Geologisch-geomorphologische Einordnung

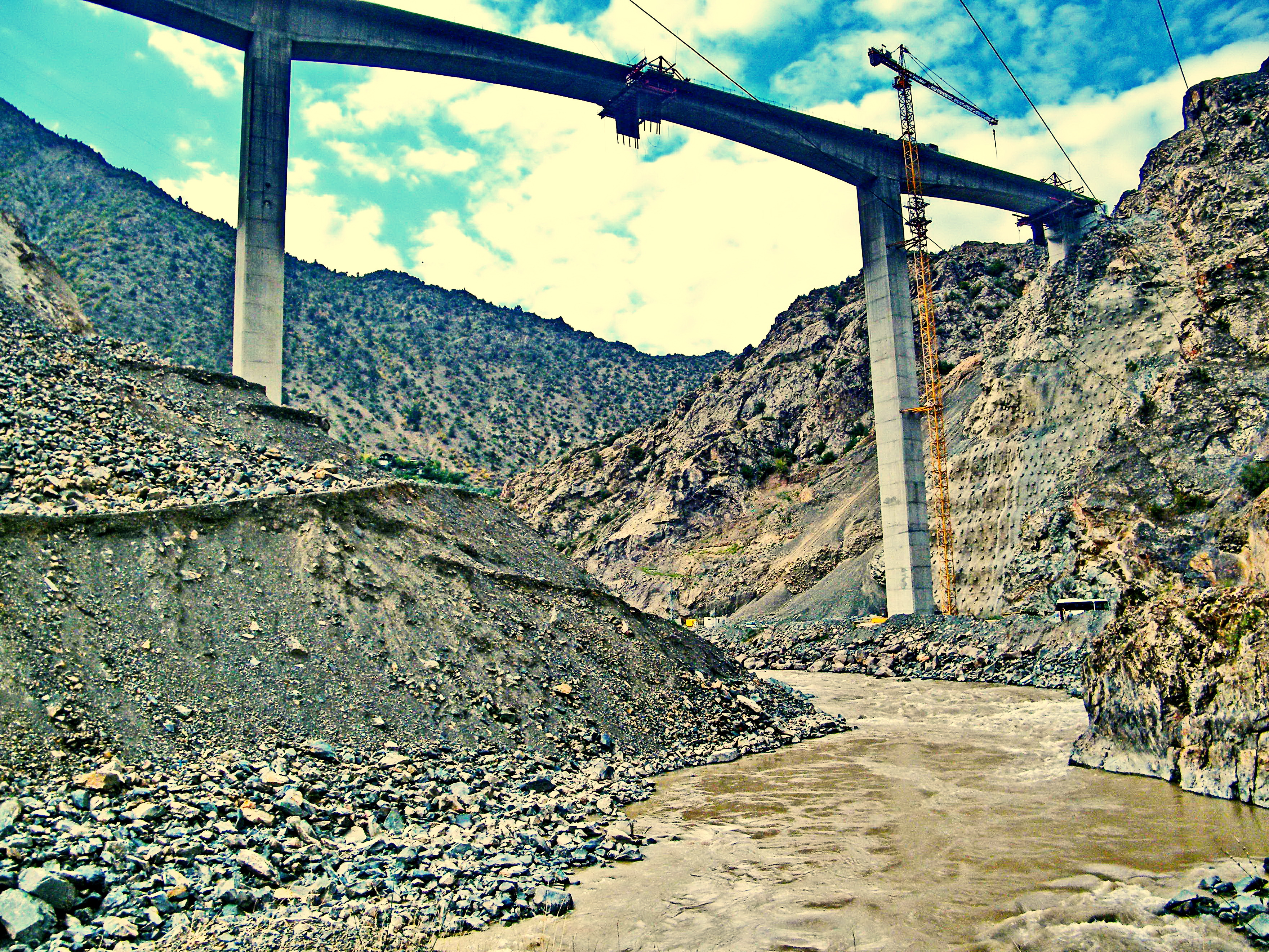
Brückenbau östlich von Yusufeli bei Akarşen im Zusammenhang mit den Talsperrenbauten im Durchbruchstal des Çoruh Nehri.

Die Landschaft des Mittleres Çoruh-Beckens, ein Gebirgsabschnitt im Großraum des Nordostanatolischen Gebirgsbogens (auch 0stpontus), präsentiert sich in ihren nördlichen Partien in den Karadeniz Dağları (Schwarzmeer-Gebirge) – östlich des Kızıldere (Rotes Tal, Melet Irmağı-Tal) bis zum Durchbruch des Çoruh Nehri allmählich ansteigend – mit diversen über 3000 m hohen Gipfeln: Kara Göl Dağları (3095 m), Çakırgöl Dağı (3083 m), Kırkdağlar Demirkapı Tepe (3376 m), Tatos Dağı (3711 m), Kaçkar Dağı (3932 m). Aufgrund ihres relativ einfachen tektonischen Baus und der Gesteinszusammensetzung zeigt die unmittelbar parallel zur Küste des Schwarzen Meeres verlaufende Gebirgszone dort einen einheitlichen, massiv ausgeprägten Hochgebirgscharakter. Während die höchsten Erhebungen aus Intrusivgesteinen, hauptsächlich aus Granit, Granodiorit und Syenit tertiären Alters aufgebaut sind, bestehen die Gebirgsflanken weitgehend aus einer Mischung vulkanischer und sedimentärer Gesteine, wobei Andesite, Basalte, Tuffe, Fanglomerate und Brekzien die Hauptmasse der Vulkanite bilden. Die Sedimentgesteine setzen sich hauptsächlich aus Mergel-, Sand- und Kalksteinen kretazischen bis eozänen Alters zusammen, deren Mächtigkeiten bis 3000 m erreichen können. Am Südrand des Hauptgebirgszugs erstrecken sich, eingesenkt in die nordanatolische Störungszone, die Längstäler des Kelkit Çayı und des Çoruh Nehri. Sie folgen dabei Synklinalmulden und Verwerfungslinien. Südlich dieser Längsfurchen erstreckt sich, aufgrund starker tektonischer Beanspruchung sehr ungleichmäßig verteilt, eine weitere Hochgebirgsregion aus weitgehend mesozoischem Kalkstein, Mergel- und Flyschformationen: Köse Dağı (2800 m), Kızıldağ (2950 m), Esence Dağı (3540 m), Kap Dağı (2963 m), Mescit Dağları (3230 m) und Kayrol Dağı (bei Yusufeli, 2750 m). Diese Gesteinsserien entstanden während einer Transgressionsperiode des Tethysmeeres mit submarinem Vulkanismus von der Kreide bis ins mittlere Tertiär. Danach setzte bis in die Mitte des Quartärs eine von Bruchtektonik begleitete Gebirgsbildung des Germanotyps ein, die das Gebirge in ein komplexes Graben- und Horstsystem zerlegte, wobei Schollen nach Süden hin staffelartig in ihre heutige Höhe gehoben wurden. Diese Çoruh-Depressionszone, die bis ins Prä-Eozän zurückreicht, nahm ihre endgültige Form im späten Eozän und Oligozän an. Flüsse, die entsprechend der damaligen Topographie auf neogenen Sedimenten verliefen, vertieften ihr Bett in das darunter liegende prä-neogene Fundament. In Bereichen, in denen sehr gravierende Überschiebungen stattfanden, bildeten sich epigenetische Brüche oder Schluchten.
Auffälligste Merkmale dieser nordostanatolischen Gebirgsmassive sind Hinweise auf eine weitgehende glaziale Überformung während der pleistozänen Kaltzeiten und die teilweise rezente Vergletscherung (s. u.). Das Gebiet stand über lange Zeit im Interesse von Glazialmorphologen, so dass entsprechende morphologische Unklarheiten der schwer zugänglichen Hochgebirgsregion weitgehend gelöst werden konnten: Spuren alter und Stärke heutiger Vergletscherung nehmen von West nach Ost im Zuge der höher und massiger werdenden Gebirgszüge deutlich zu. Das westlichste der während des Pleistozäns vergletscherten Gebirgsmassive dort ist das Kara Göl-Gebirge (3095 m). Und der höchste Gipfel dieser ostpontischen Gebirge, der Kaçkar Dağı, trägt derzeit Talgletscher bis zu 2 km Länge. Dort bilden im Norden des Çoruh Nehri die Kaçkar Dağları (Kaçkar-Kavron Dağları) mit den Tatos Dağları als Teile der Karadeniz Dağları sowie in dessen Süden die Mescit Dağları als Teil der Kelkit-Oltu-Gebirgszone die wichtigsten flankierenden Grenzbarrieren des südwest-Nordost verlaufenden mittleren Çoruh-Beckens.

### Kaçkar Dağları
Der Kaçkar Dağı (3932 m) ist der höchste Gipfel des Nordanatolischen Gebirgsbogens. Er überragt zusammen mit Kemerkur Dağ (3600 m), Altıparmak Dağı (3S62 m) und Güngörmez Dağı (3523 m) die heutige Schneegrenze und bildet einen zusammenhängenden Südwest-Nordost gerichteten Gebirgskörper. Die Erhebungen der Kaçkar-Gruppe zeigen in 3800 bis 3900 m Höhe noch kleine Kargletscher und perennierende Schneeflecken. Dort entstanden in den pleistozänen Kaltzeiten nordseitig ansehnliche Talgletscher. Die Kaçkar Dağları waren im Pleistozän am stärksten vereist und sind dort auch der einzige Gebirgskomplex, der noch rezent Gletscher aufweist. Der Gebirgskamm ist in 2650-2800 m Höhe von zahlreichen Karen angefressen, die Karböden von Rundhöckerfluren, glazialen und fluvioglazialen Ablagerungen bedeckt und oft von kleinen Karseen, einige an der Nordseite sogar mit 1,5-2 km langen Gletschern gefüllt. Die Gletscherzungen, vor denen mächtige Endmoränen aufgebaut wurden, reichen bis auf 2850 m, 2950 m und 3000 m in Trogtäler hinab. Reste von Stirn- und Seitenmoränen zeigen, dass während der Eiszeiten Talgletscher der Kaçkar Dağları bis zu 10 km Länge besaßen und im Kavrontal bis auf 2000 m Höhe hinabreichten. Der türkische Geograph Sırrı Erinç ermittelte eine eiszeitliche Schneegrenzhöhe von 2600 m für die niederschlagsreiche Nordseite und 2800 m für die trockenere Südexposition. Jüngste Forschungen sprechen von einer damaligen Schneegrenze bei 2450-2500 m für die Nordseite und 2600 m für die Südseite. Derzeit liegt die Schneegrenze dort nach Ernst Löffler in 3400 - 3450 m in der Nordexposition, nach Erinç dagegen in 3200 m in der Nordabdachunq und 3450 - 3500 m an der Südseite. Höhenlage und Gruppierung von Endmoränen sowie die frische Physiognomie der glazialen Erosions- und Sedimentationsformen weisen darauf hin, dass die Hebung der dortigen Gebirgskette über die Schneegrenze hinaus erst kurz vor der Würm-Glazialzeit erfolgte und auch danach noch andauerte.

### Tatos Dağları

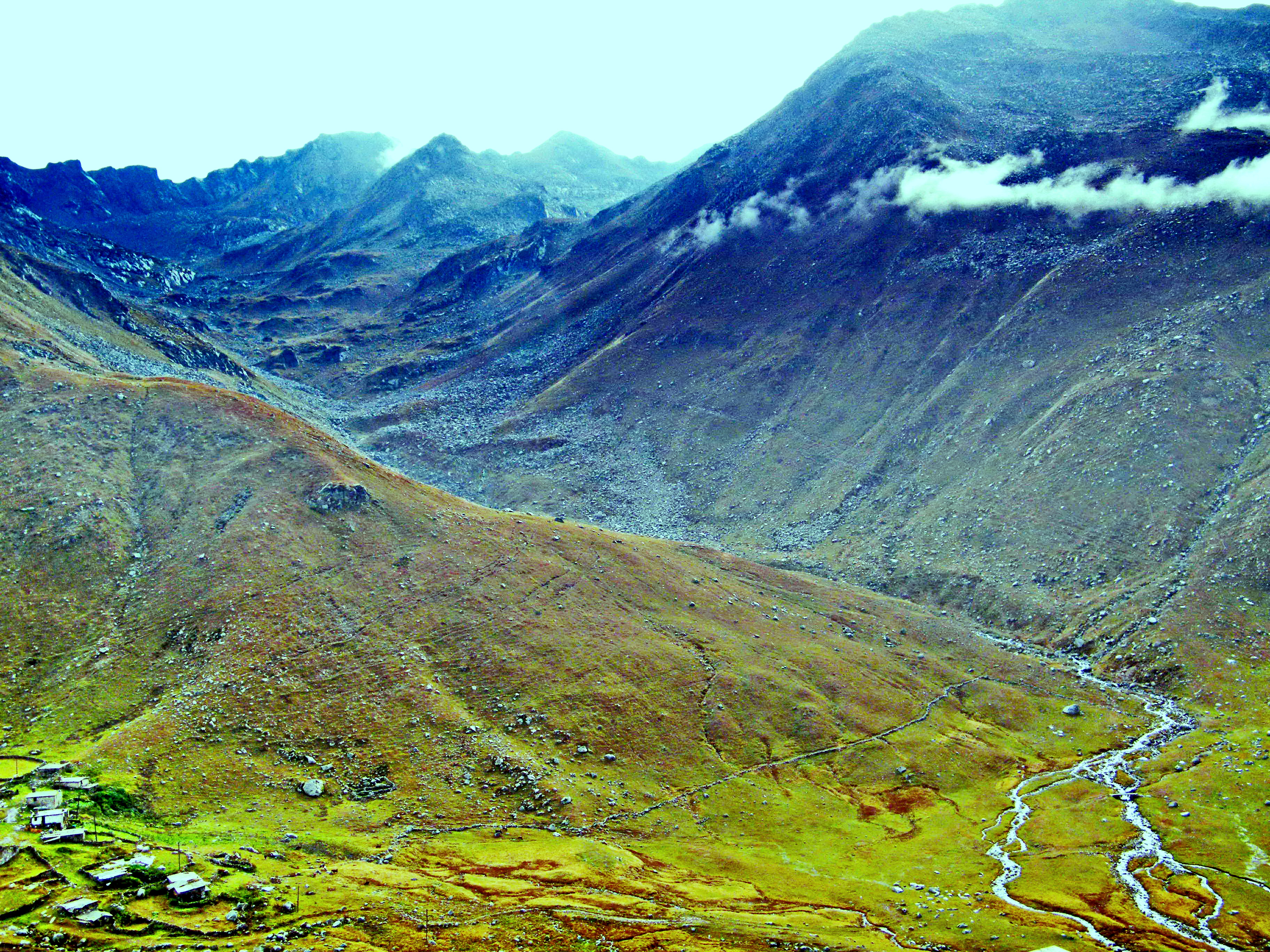
Blick von Nordwesten auf Moränenreste der eiszeitlichen Rückzugsstadien in einem typischen eiszeitlichen Trogtal vor den Gipfelregionen des Ovit Dağı in den Karadeniz Dağları (Nordost-Anatolien).

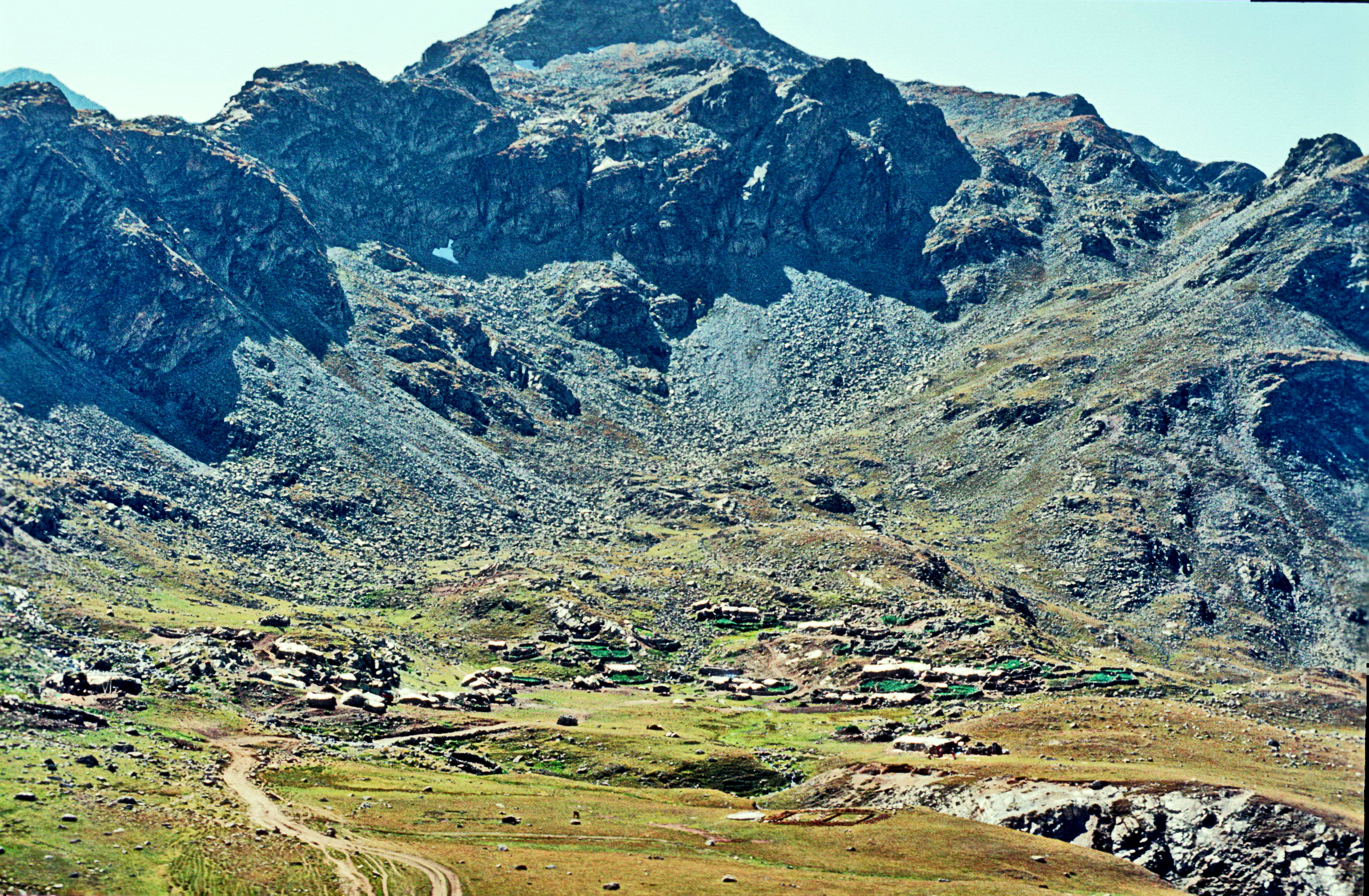
Blick vom Ovit-Pass nach Nordosten auf das Massiv des 3709 m hohen Verçenik Dağı im Tatos-Gebirge (Karadeniz Dağları) nördlich von İspir (Nordost-Anatolien).

Auch im Tatos-Hochgebirge zeigen sich ab etwa 3000 m Höhe überall deutliche Spuren eiszeitlicher Karbildung. Als zweithöchste Gebirgsgruppe des Nordostanatolischen Randgebirges erstreckt sich unmittelbar westlich der Kaçkar Dağları der durchschnittlich 3000 m hohe, etwa SW-NO gerichtete Gebirgskamm der Tatos Dağları mit dem Dilek Dağı (Tatos Dağı 3711 m) und dem Verçenik Dağı (Üçdoruk Dağı 3709 m), dem Demir Dağı (3420 m) und dem Hunut Dağı (3540 m). Der Gebirgszug wird auch als Rize Dağları bezeichnet und ist an Nord- und Südhang glazial überformt. Folgen der Karbildung und rückschreitender Hangverwitterung sind schmale, scharfe Gebirgsgrate und eine Pyramidenform der Gipfel. An Dilek Dağı und Demir Dağı sind die Glazialformen in der Nordexposition sehr viel reicher als im Süden. Im Norden finden sich vor den Karwänden in etwa 3000 m Höhe junge, zum Teil rezente Blockgletscher und auch breite Firnfelder. Hier sind zahlreiche, oft von kleinen Seen erfüllt Kare entwickelt, deren Sohlen in 2700-2900 m Höhe liegen, an die sich unterhalb Trogtäler anschließen, deren Längen 7 km überschreiten können. Sırrı Erinç konstatierte dort höhere Moränenwälle an den Kar-Ausgängen von Kurugöl, Akel und İşmirik Tepesi sowie dergleichen ca. 500 - 600 m tiefer gelegene Morönen im oberen Teil des Salagor Tales.

### Mescit Dağları
Östlich von Bayburt, wo die Taleinschnitte des Çoruh Nehri und seines Nebenfluss-Systems, des Oltu Çayı, tiefer und der Talcharakter schluchtartig werden, erheben sich als Teil der Kelkit-Oltu-Gebirgszone die Gipfel der tertiären Andesitmasse der Mescit Dağları nicht selten auf 2900-3000 m Höhe. Dort werden Falten mesozoischer Gesteine auf 30 km Länge von großen Massen dieser intermediären Vulkanite völlig überdeckt und erreichen im Mescit Tepesi 3255 m Höhe. Hier im Süden der Grabenzone greifen tiefe Taleinschnitte des Çoruh und seiner Nebentäler (z. B. Tortum Çayı) bis in die Nähe von Erzurum zurück. An der Nordostseite des Gebirges kommen diese Faltungsstränge nochmals zum Vorschein und ziehen, von tief eingeschnittenen Längstalschluchten begleitet, nach NO weiter, bis sie an der Linie Savşat-Şenkaya unter Steilabfällen der mittelmiozäne bis spätpliozäne Basaltdecke des Hochlandes von Kars verschwinden.

## Bemerkungen zu Klima- und Vegetation

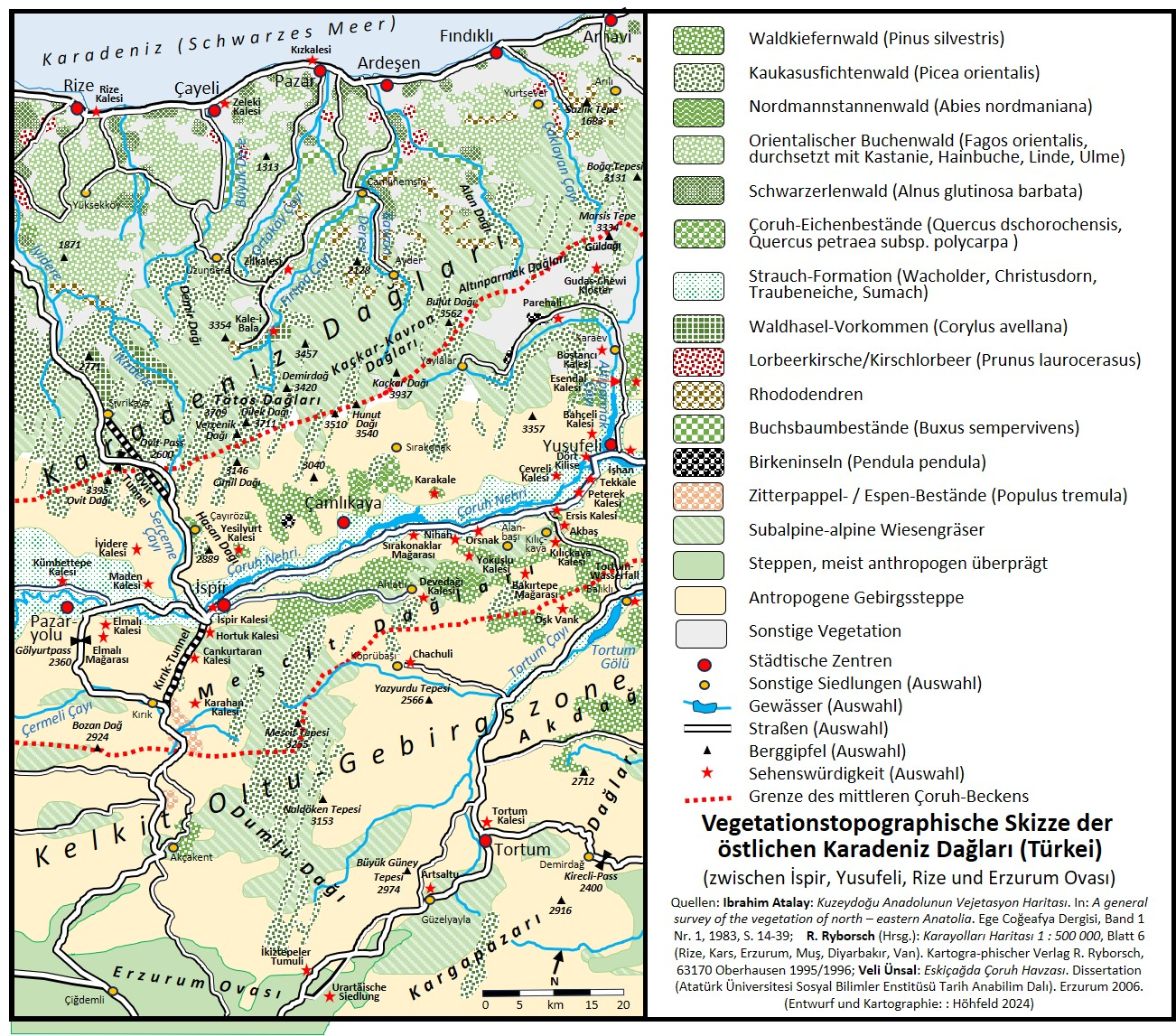
Die topographische Kartenskizze zeigt die klimatisch und anthropogen bedingte Verteilung der wichtigsten Vegetations-Komponenten im Bereich der Karadeniz Dağları zwischen İspir, Yusufeli, Rize und Erzurum Ovası (Nordost-Anatolien).

Aufgrund der Streichrichtung des Gebirges erhält der Nordwestteil des mittleren Çoruh-Beckens einen sehr feuchten, pontisch geprägten Klima-Charakter. Allerdings ergibt sich in klimatischer und vegetationsgeographischer Hinsicht zwischen Küsten- und innerem Gebiet ein ausgeprägter Gegensatz, da das Küstengebirge der Karadeniz Dağları sehr steil ansteigt und einen hoch aufragenden Wall bildet, wo Niederschläge abgefangen werden und in den Gipfelregionen aufgrund der großen Höhen Vegetationsformationen der alpinen Stufe verbreitet sind, so dass dessen landschaftlicher Gesamtcharakter als sehr niederschlagsreiches Hochgebirge erscheint.

### Temperaturaspekte
Während entlang der Küstenregion des Schwarzen Meeres die durchschnittliche Jahrestemperatur etwa 12–14 °C beträgt (Rize 14,2 °C, Hopa 14,8 °C), sind die Talgebiete des Çoruh Nehri und seiner Hauptzuflüsse trotz ihrer Höhenlage zwischen 740 m (Yusufeli) und 1180 m (Ispir) die zweitwärmsten Gebiete der Region. Die Jahresmitteltemperatur der Senke variiert zwischen 15 °C und 10 °C (Yusufeli 15,0 °C, Ispir 9,8 °C). Das auffälligste Merkmal des Winters, insbesondere im Januar, ist der starke Kontrast zwischen der Schwarzmeerküste und dem Landesinneren des Çoruh-Flusstals. So beträgt beispielsweise die Durchschnittstemperatur im Januar an der Küste in Rize etwa 7,0 °C, in Hopa 8,4 °C, in Yusufeli 3,8 °C, die absoluten Minima der Stationen liegen entsprechend bei −7 °C, −4,8 °C bzw.-8 °C. Im Juli und August schwanken die Sommertemperaturen in der gesamten Region nicht sehr stark: 22,6 °C für Rize, 26 °C für Yusufeli. Die absoluten Höchstwerte liegen dort über 35 °C.

### Niederschlagsaspekte
Die feuchten Luftmassen, die von Nord-Nordwest kommend an der Schwarzmeerküste Niederschläge abladen, bewegen sich als trockenere Luftmasse weiter ins Landesinnere. Sobald der Nordhang des Schwarzmeerküstengürtels überquert wird, sinkt der durchschnittliche Jahresniederschlag um die Hälfte. Die regenreichste Jahreszeit im Längstal des Çoruh Nehri ist der Frühling. Auch die Wintersaison macht sich deutlich bemerkbar. Die Niederschlagsverteilung wird weitgehend von der Lage und der Höhe beeinflusst. So liegt der durchschnittliche jährliche Niederschlag zwischen 2500 und 250 mm! Die Nordhänge der Schwarzmeerberge erhalten mehr als 2000 mm (Rize 2457 mm, Hopa 2068 mm). Im Becken des Çoruh Nehri hingegen liegen sie lokal zwischen 450 mm (Ispir 440 mm) und an der agronomischen Trockengrenze von 300 mm (Yusufeli 295 mm). Insbesondere in den Hochbecken, variiert der durchschnittliche jährliche Niederschlag zwischen 650 und 400 mm.

### Vegetationsmerkmale

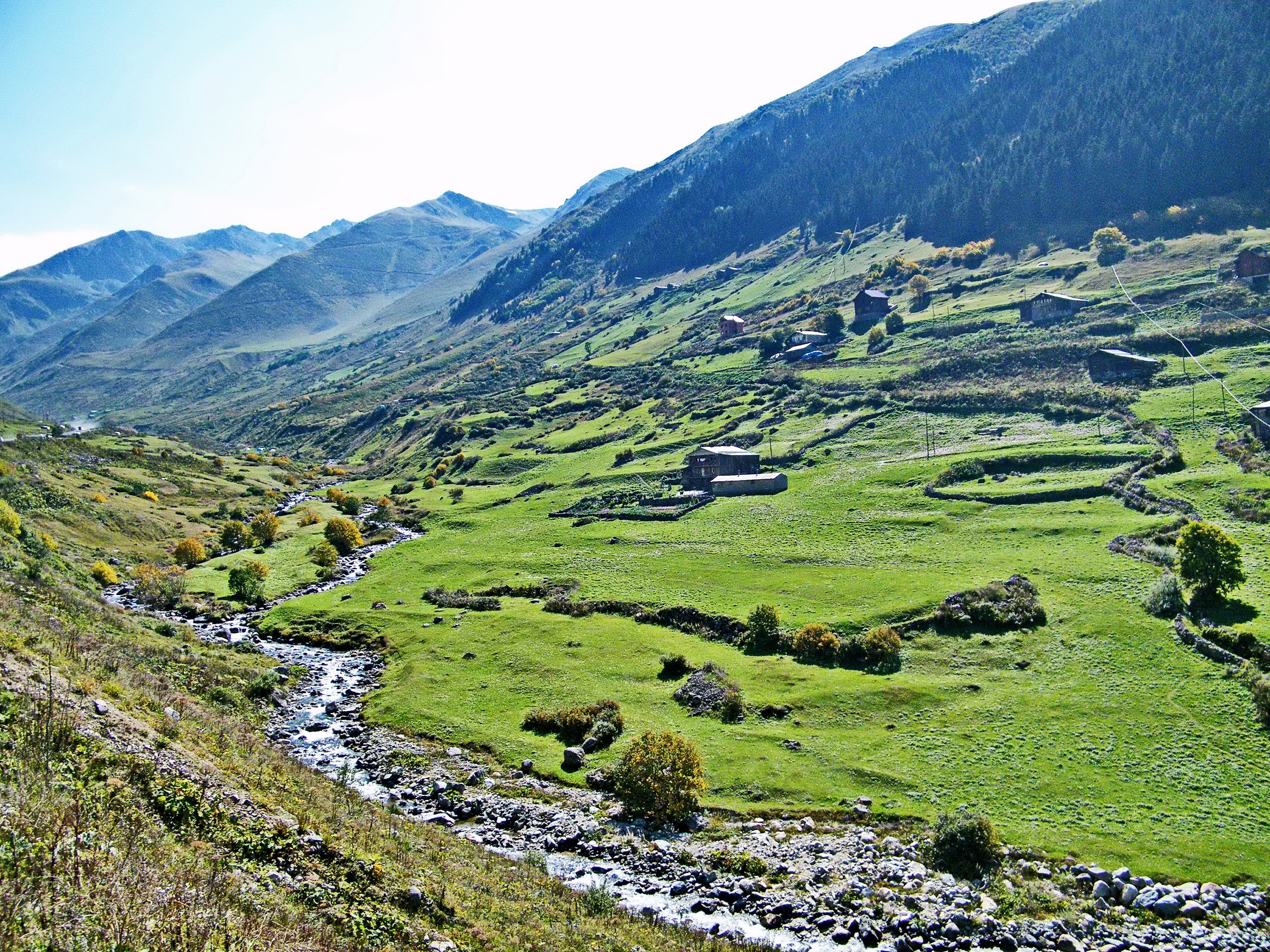
Blick über das İyideretal im Yaylagebiet von Sivrikaya auf der feuchten Nordseite der Karadeniz Dağları (Nordost-Anatolien).

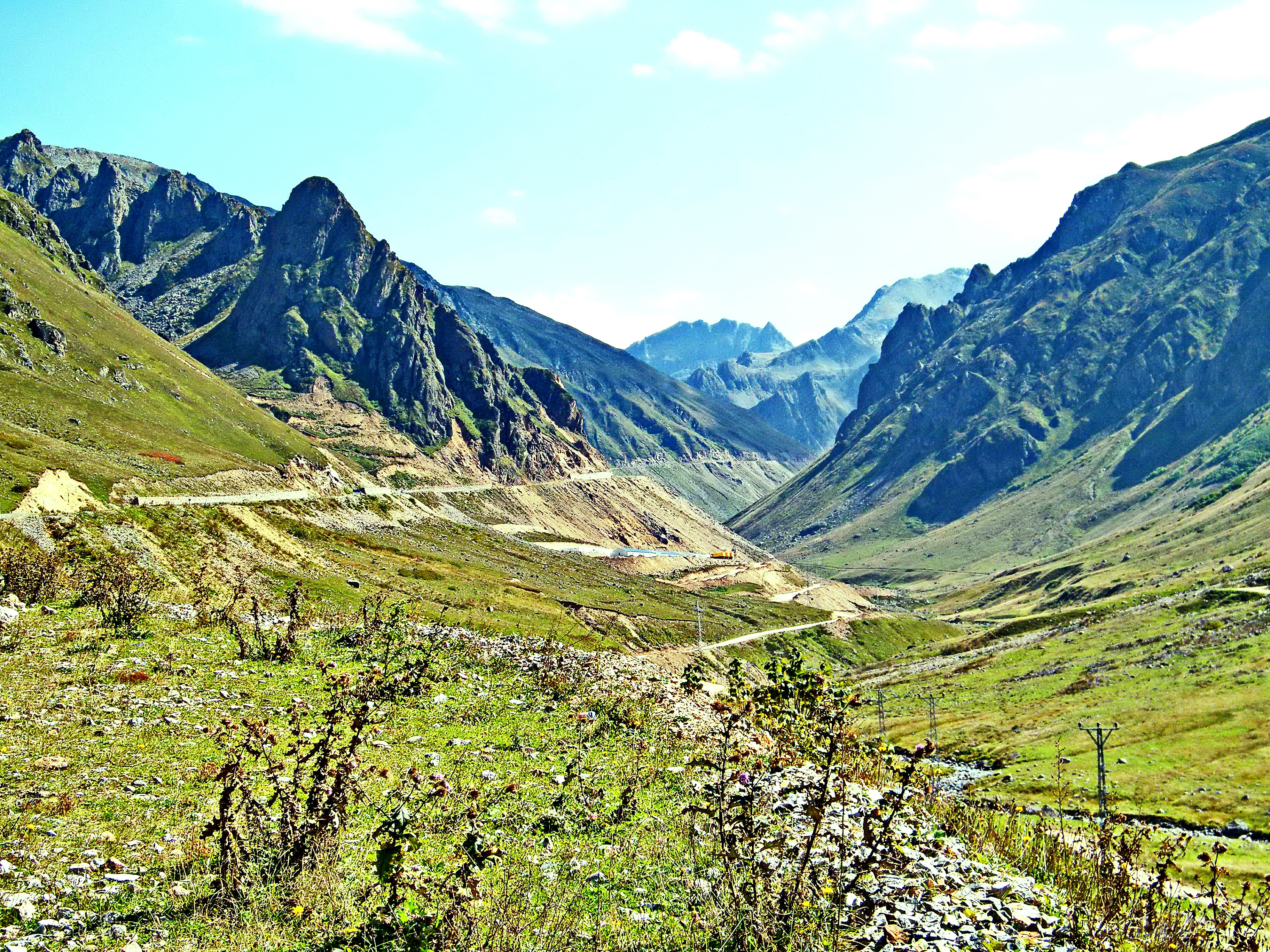
Blick über das İyideretal bei Sivrikaya oberhalb der Baumgrenze in den Karadeniz Dağları (Nordost-Anatolien).

Die Verbreitung der Vegetation wird – außer vom Niederschlag – stark von Exposition und Höhe des jeweiligen Gebiets beeinflusst. Die Nordhänge des Schwarzmeergebirges z. B. zeigen (gemäßigten) Feuchte und Kälte tolerierenden Wald oft stufenartig, wobei alle Variationen vom kälteempfindlichen Feuchtwald im Küstenbereich bis zu alpinen Matten in den Gipfelregionen auftreten. Die Südhänge tragen eher Trockenheit duldende Eichen und Waldkiefern, wobei die Waldkiefer (Pinus sylvestris) auch an den Nordhängen Ostanatoliens vorkommt. So zeigt sich die natürliche Vegetationsformation der Nordhänge der Karadeniz Dağları vom Meer bis zu den Gipfeln wie folgt: Laubwald (0-1100/1200 m Höhe), Nadel-Laubmischwald sowie Kiefernwald (1200-2000 m Höhe) und subalpine und alpine Wiesen (über 2000 m Höhe).

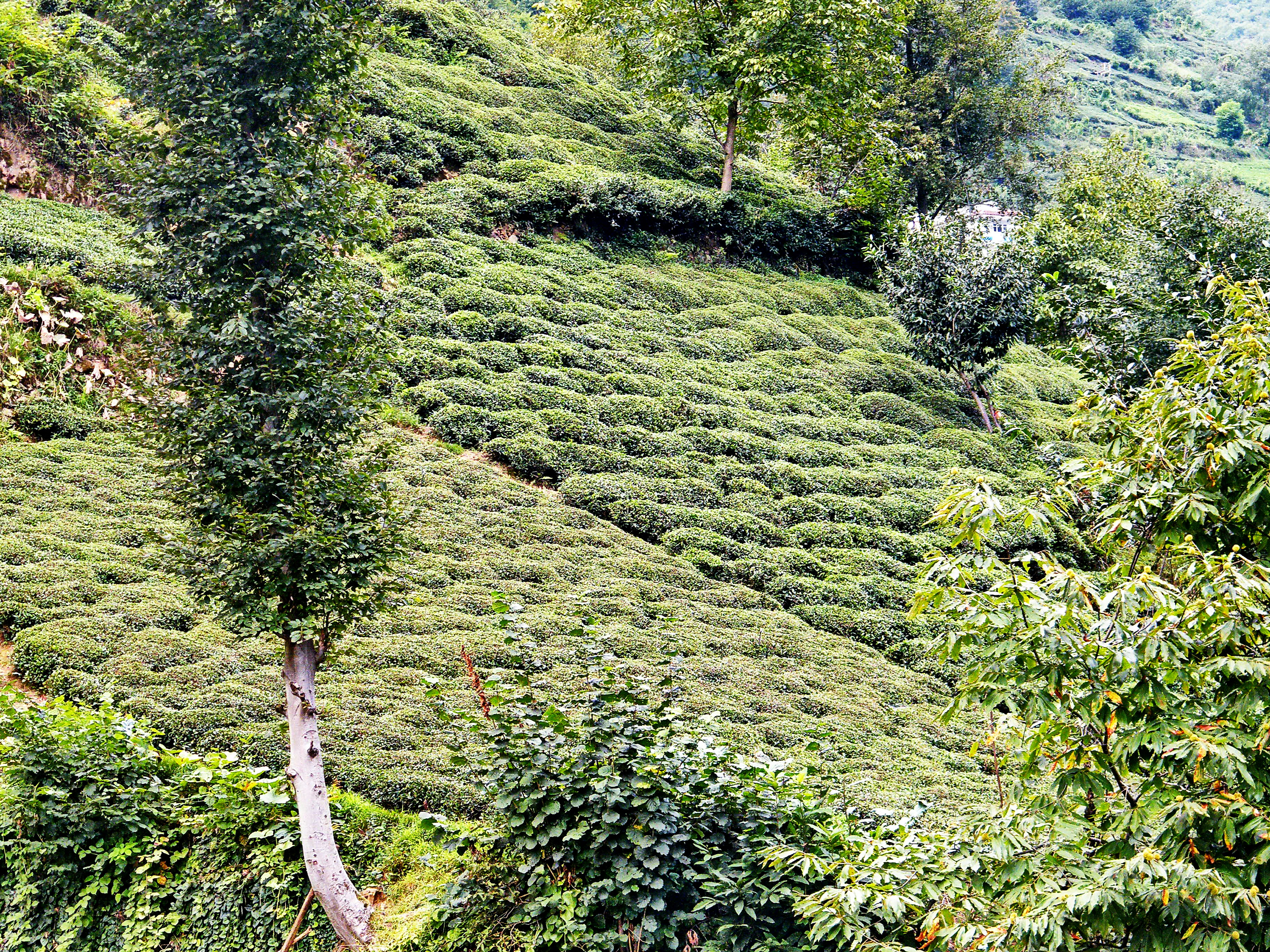
Teekulturen im mittleren İkizderetal bei Güneyce.

Im Hinterland von Rize nördlich des mittleren Çoruh-Beckens haben sich seit den 1920er Jahren Teekulturen von der Küste des Schwarzen Meeres ausgebreitet, die in den Karadeniz Dağları selbst an steilen Hängen bis auf gut 800 m hinaufgehen. Der dicht besiedelte Küstensaum ist überdies stark mit kleinen Hafenorten besetzt, die jeweils einem mehr als 50 Dörfer zählenden Umkreis als Marktorte dienen. Die Flanken des Gebirges bedeckt dichter Buchenmischwald, soweit nicht Kulturflächen ihn verdrängt haben. Oberhalb von etwa 1000 m geht der Wald aus Fagus orientalis mit Rhododendron ponticum und Rhododendron flavum im Unterholz allmählich in einen Wald von Bornmüller-Tannen über, der seine obere Grenze bei etwa 2100 m erreicht. Darüber liegt eine sehr ausgedehnte alpine Region mit mäßig geböschtem Höhenrelief, in der nahe der oberen Waldgrenze noch Rhododendron flavum anzutreffen ist und die als Sommerweide (Yayla) genutzt wird. Noch in 1850 m Höhe gibt es vereinzelte Gerstenfelder. Darüber etwa ab 2000 und 2300 m Höhe erheben sich steilere Gipfelregion. Im kontinentalen (inneren) Bereich steigt Steppenvegetation bis auf 2000 m Höhe an. Dann beginnt die Waldkiefer, die bis auf 2600 m hinaufreicht. Die alpine Wiesen-Formation beginnt bei etwa 2600 m und setzt sich bis zu den Berggipfeln fort. Hinter der ersten Gebirgsbarriere sind an den Nordhängen der Berge Ostanatoliens noch Waldkiefern zu finden, an den Südhängen Eichen, Wacholder und weitverbreitet Bergsteppen. Das wintermilde Klima der kontinentaleren Tiefenstufe des mittleren Çoruh-Beckens dagegen wird im Wesentlichen durch häufig auftretende Föhnwinde bestimmt. Im Gegensatz zur Nordexposition findet man an den Südhängen der Gebirgskette deshalb bereits verbreitet Trockenwälder und in den tiefgelegenen Beckenbereichen Steppenformationen – ein deutlicher Hinweis auf den klimatischen Übergangscharakter dieser Region.

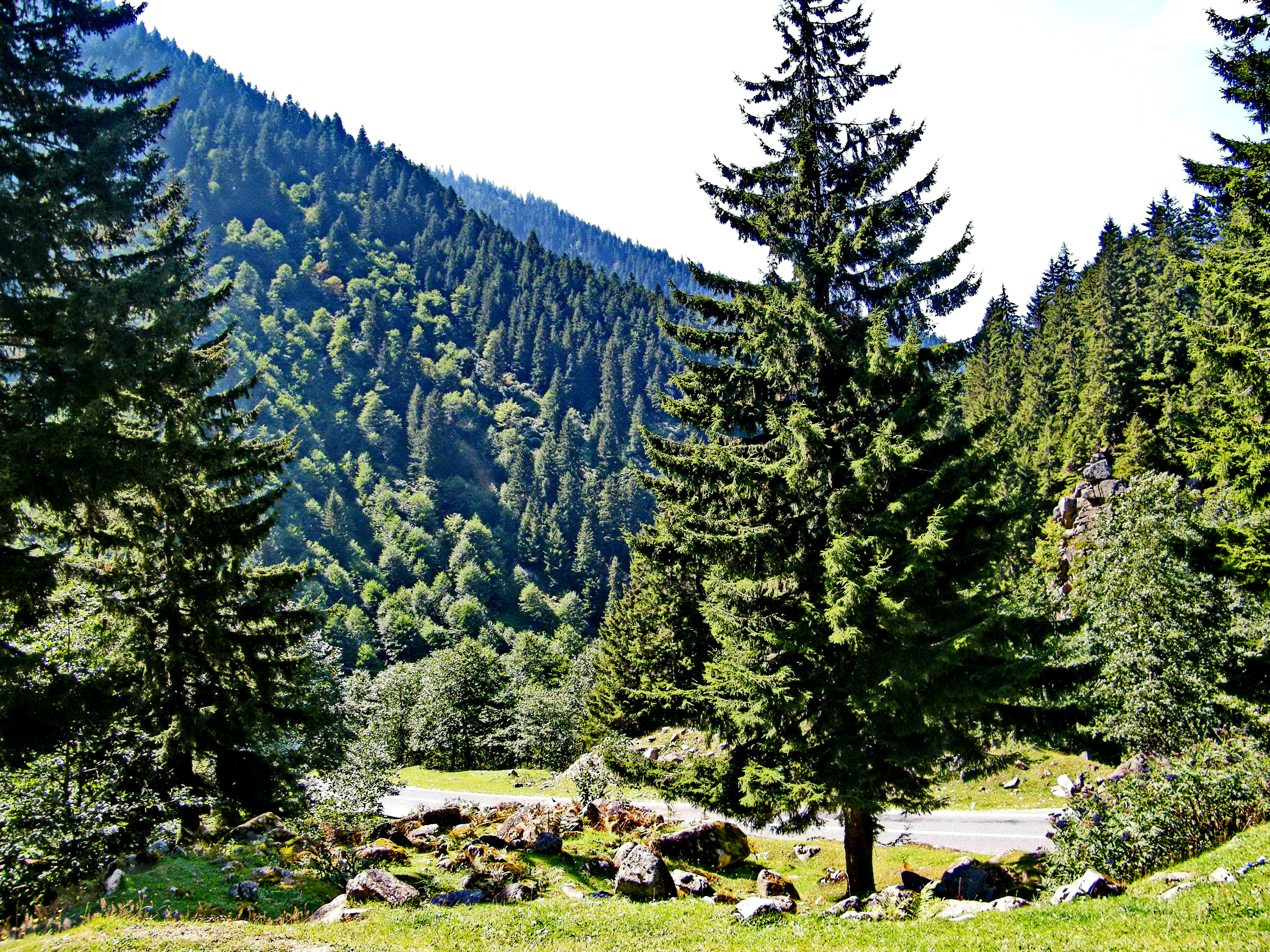
Übergangsbereich von den Laub- in die Nadelwaldregionen auf der Nordseite der Karadeniz Dağları bei Camlikköy (Nordost-Anatolien).

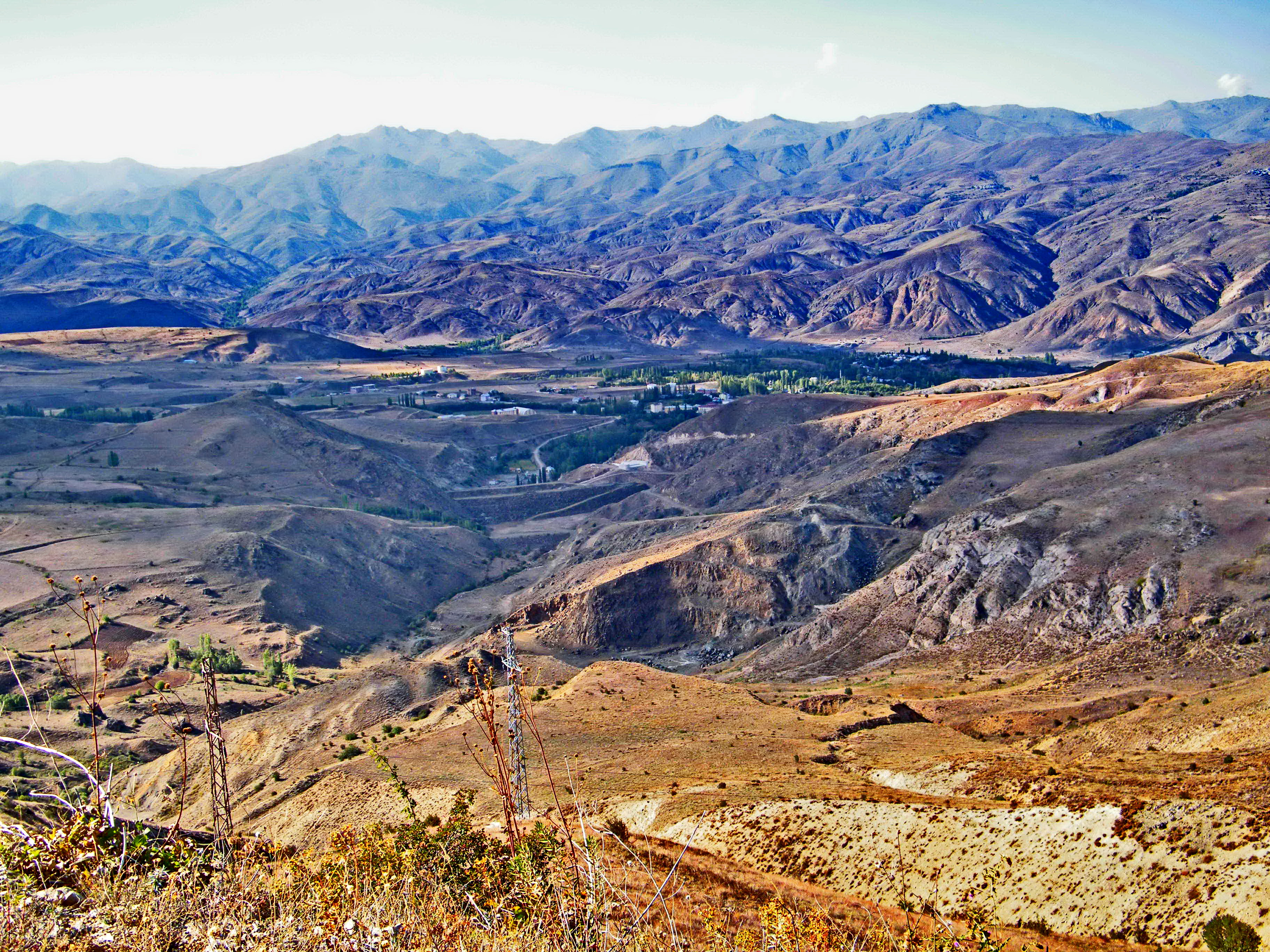
Blick in die trocken Senke des mittleren Çoruh-Beckens mit Steppenformation bei Pazaryolu von den Höhen des Gölyurt-Passes.

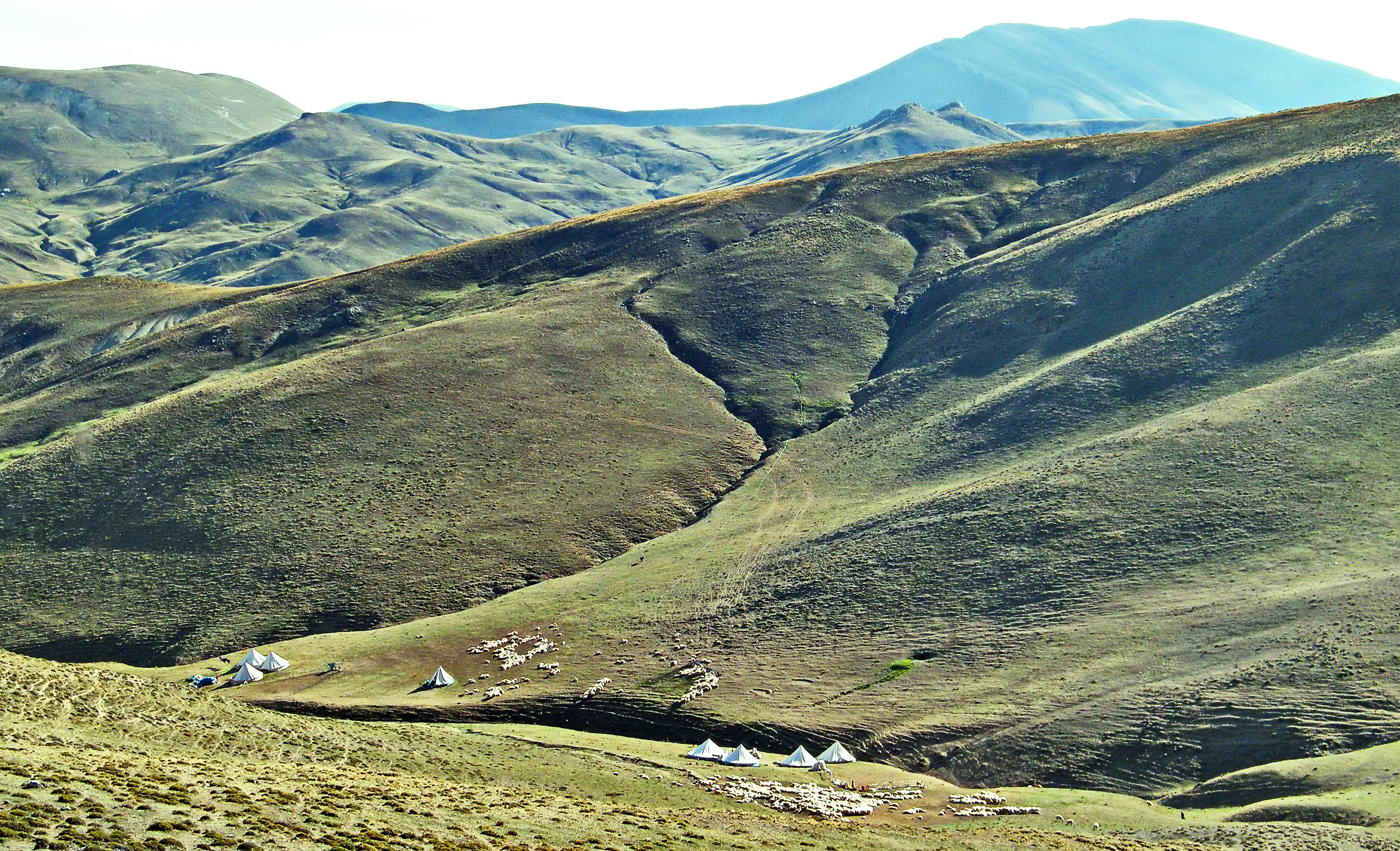
Nomaden-Zelte sowie Weidetiere (Schafe) und deren Trittspuren auf den waldfreien Pass-Höhen der Mescit Dağları bei Gölyurt (2360 m).

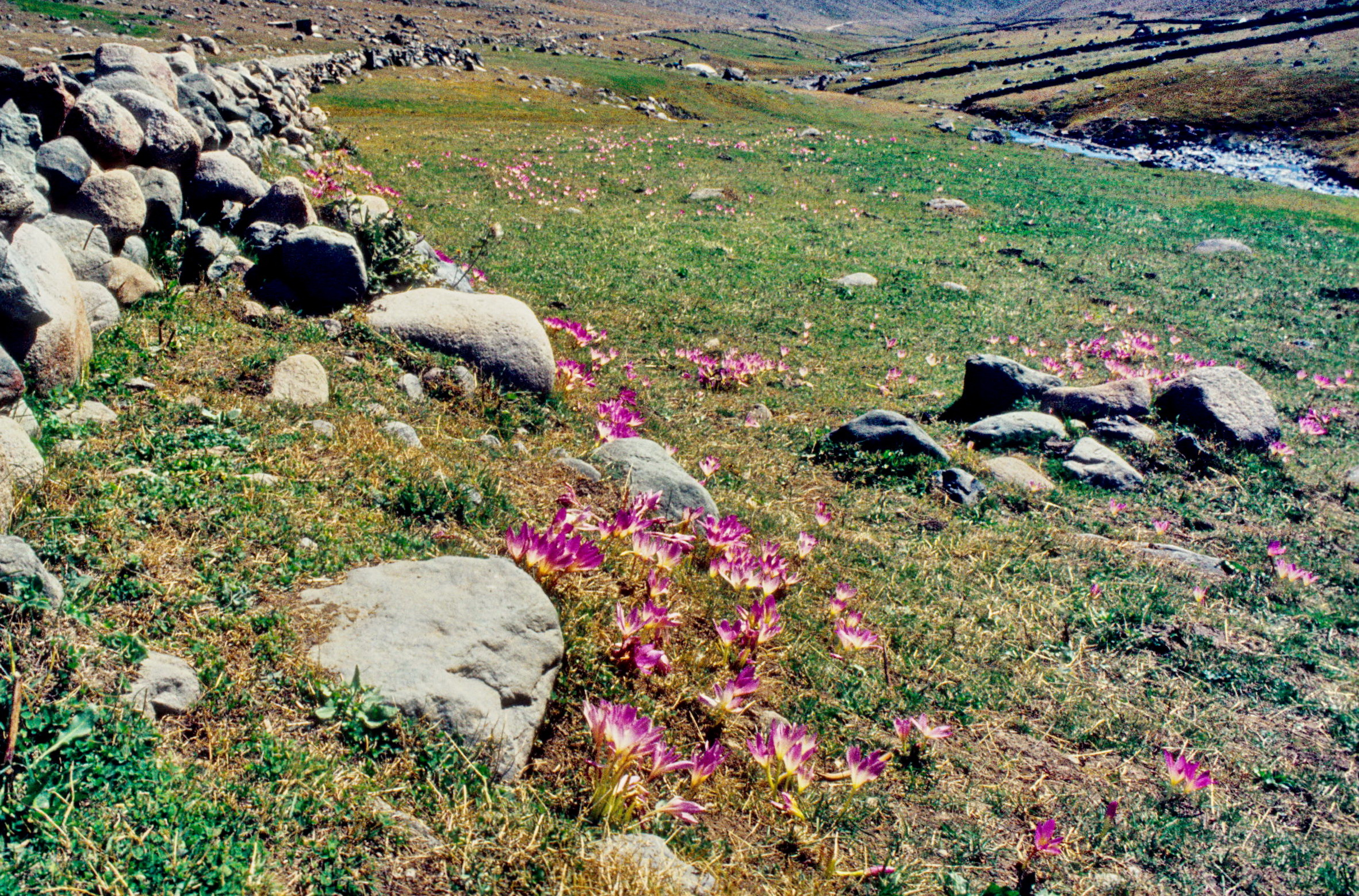
Alpine Wiesen-Formation mit Safran-Krokus (Crocus sativus) am Ovit Pass bei Çayırözü (Landkreis İspir, Provinz Erzurum)

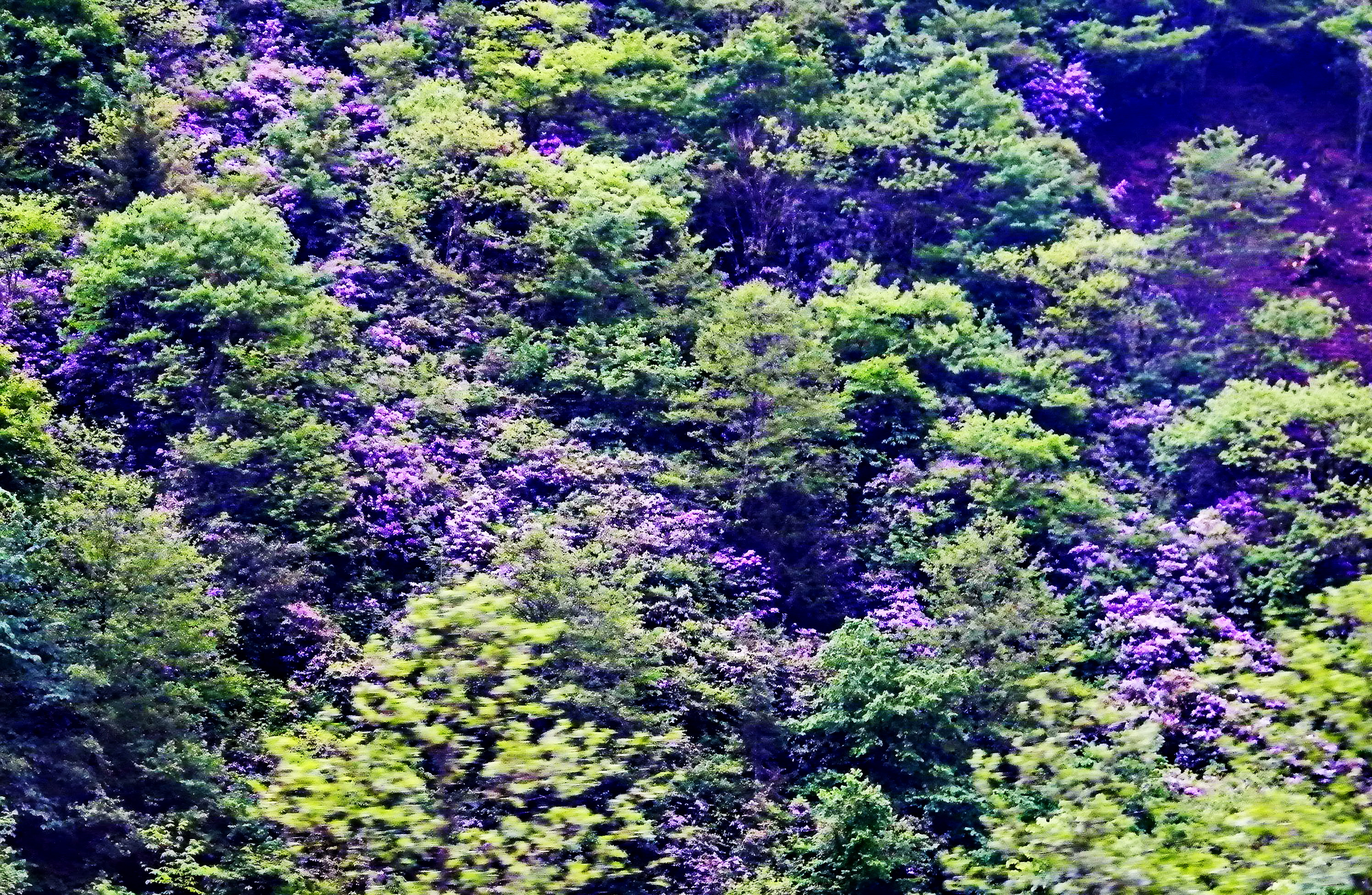
Rhododendron-Bestände im Fertina-Tal bei Zilkalesi

Der größte Teil der Wälder im inneren Teil Nordostanatoliens allerdings wurde im Laufe der Jahrhunderte durch Abholzung, intensive Beweidung und andere Arten von Misswirtschaft zerstört, die dann größtenteils von Bergsteppen eingenommen wurden. Und selbst Wälder, die unter trockenen oder halbtrockenen klimatischen Bedingungen wuchsen, sowie die Reliktwälder der Waldkiefer wurden durch biotische Faktoren wie Abholzung und intensive Beweidung stark beeinträchtigt. Zerstörte orientalische Fichtenwälder wurden von Rhododendren eingenommen. Die Obergrenze der natürlichen Baumgrenze wurde aufgrund der Zerstörung der natürlichen Wälder um etwa 400–500 m gesenkt. Von der Schwarzmeerküste ins Landesinnere wird die einst dichte Waldbedeckung durch spärliche Haine ersetzt. Bis auf schmalflächige Waldgebiete aus Waldkiefern, Wacholder und Eichen handelt es sich hier um kahle und felsige Stellen mit Steppencharakter, was sich bis zum Çoruh Nehri fortsetzt. Auch die natürliche Kräuterzusammensetzung der Wiesen und Grasländer wurde durch die Überweidung zerstört, sodass die Wiesen größtenteils von stacheligen und bitteren Kräuterarten wie Königskerzen und Tragant bedeckt sind. Die salzigen, kalkhaltigen, gipshaltigen und alkalischen Ablagerungen aus dem Oligozän und Miozän wurden freigelegt, weil die ursprüngliche Bodenbedeckung erodierte und so manche Klimax-Arten ausgelöscht wurden, so dass sich diese Gebiete spärlich mit halophytischen Kräuterarten bedeckten. An Orten, an denen die natürliche Vegetationsbedeckung zerstört und vernichtet wurde, herrscht schwere Erosion von Boden- und anstehendem Material.
Die andere südliche Seite des Flusstales liegt klimatisch bereits innerhalb der ostanatolischen Steppenvegetation, ein Wandel, der sich nicht nur in Klima und Vegetation äußert, sondern auch in landwirtschaftlichen Methoden und Produkten, in Bevölkerung und Siedlungen Mit Erreichen der Südseite des Gebirges ändert sich das Vegetationsbild markant. In dieser Längsdepression des Çoruh Nehri ist auf Grund der extremen Abschirmung nach Norden und der austrocknenden Föhnwirkung eine regelrechte Trockeninsel ausgebildet, die teilweise sogar Steppencharakter aufweist. Die steilen Hänge des Çoruh-Tales um und oberhalb von Ispir sind fast völlig entwaldet, sind aber, da die Hochregion große Mengen von Gras liefert, über auffällige Heuwirtschaft bis nach Bayburt und Erzurum mit der Schwarzmeerküste wirtschaftlich stark verbunden, wo das Trockenfutter im dicht besiedelten, an Viehfutter armen Land zu hohen Preisen abgesetzt werden kann. Die südlich anschließende innere Gebirgskette der Köse-Palandöken-Mescit Dağları erhält mit zunehmender Höhe mehr Niederschläge. Aus diesem Grunde wird dieses Gebiet auch noch als Teil der Schwarzmeer-Region angesehen. Die Vegetation wird im Wesentlichen von Trockenwaldformationen bestimmt.
Abhängig von der planetarischen Situation und geografischen Faktoren zeigt das Klima der Region einen Übergangstyp zwischen dem kontinentalen Klima Ostanatoliens und dem Klima des östlichen Schwarzen Meeres. Einflüsse des mediterranen Klimas zeigt sich vor allem in den niedrigen Teilen des zentralen Çoruh-Beckens bei etwa 1000-1500 m Höhe. Dort dominieren mediterrane Florenelemente. Hier erstreckt sich auch unterhalb von 1000 bis 1200 m die Strauchbildung, während sich Laub- und Nadelwälder in Mischzonen von 1200 bis 2400 m Höhe ausbreiten. In Höhenlagen von mehr als 2400 m ist subalpine Wiesenbildung zu beobachten.

## Zur Geschichte des mittleren Çoruh-Beckens
Vermutlich aufgrund der bislang unzureichenden historischen und archäologischen Forschungen im mittlere Çoruh-Tal wurde dort weder Siedlungen noch andere Funde aus den prähistorischen Perioden des Paläolithikums, Mesolithikums und Neolithikums gefunden, obwohl die Region über alle notwendigen Lebensbedingungen für derartige Besiedlung verfügt. Hinweise auf eine entsprechend frühe Besiedlung des mittleren Çoruh-Beckens beginnen erst mit der Bronzezeit. Allerdings wurden zumindest im unmittelbar benachbarten oberen Teil des Çoruh-Beckens im Umfeld von Bayburt Funde aus dem Paläolithikum und dem Mesolithikum bzw. Epipaläolithikum gemacht und entsprechende Orte lokalisiert. Und obwohl ebenfalls für den oberen Teil des Çoruh-Beckens Forschungsergebnisse zum späten Chalkolithikum erbracht wurden, fehlen entsprechende Resultate für die Regionen İspir und Yusufeli im mittleren Teil des Beckens. Erst ab dem Ende des Chalkolithikum trifft man dort auf die Karaz-Kultur (; auch Kura-Araks Kultur; in Armenien: Shengavit-Kultur), die sich damals von Erzurum und seiner Umgebung in fast ganz Ostanatolien ausbreitete. Da sich diese Kultur über den gesamten Zeitraum des Spätchalkolithikum und die Frühbronzezeit (3250–1750 v. Chr.) erstreckte, ist es wahrscheinlich, dass sie auch eine Rolle im mittleren Çoruh-Becken gespielt hat. Zufällig gemachte bronzezeitliche Funde in Yusufeli und Umgebung sollten allerdings vorerst mit entsprechender Zurückhaltung bewertet werden, auch wenn nach Kurt Bittel, der ähnliche Funde bei Artvin machte, sie in die Bronzezeit datierte, möglicherweise auf den Beginn des 2. Jahrtausends v. Chr. Jüngst ist man auf zeitlich identische Spuren der Karaz-Kultur und der hurritische Sprache ab dem Ende des 4. Jahrtausends v. Chr. gestoßen, die man auch in dem seit prähistorischen Zeiten besiedelten Çoruh-Becken sprach [Hurritisch/Mitannisch ist zwischen dem 3. und 2. Jahrtausend v. Chr. eine Sprache der Hurriter (oder Mitanni), die in Anatolien und Nordmesopotamien herrschten, ist aber weder eine indoeuropäische noch eine semitische Sprache und wurde von den letzten Jahrhunderten des 3. Jahrtausends v. Chr. bis mindestens in die letzten Jahre des Hethiterreichs (ca. 1400–ca. 1190 v. Chr.) gesprochen]. Es wird allgemein angenommen, dass die Hurritisch sprechenden Völker ursprünglich aus dem armenischen Hochland kamen und sich im frühen 2. Jahrtausend v. Chr. nach Südostanatolien und Nordmesopotamien ausbreiteten.

### Das Reich der Ḫājaša (hethitisch: KURURUḫa-a-ia-ša)
Mit der Ansiedlung der Hurritter im 3. Jahrtausend v. Chr. entwickelte sich die Karaz-Kultur zum dominierenden Element auch in den Regionen des Çoruh-Beckens in und um Ispir. Die ältesten schriftlichen Dokumente über die historischen Epochen Nordostanatoliens und damit von Ispir und seiner Umgebung stammen aus der Zeit der Hethiterkönige Tudḫaliya III. (1410–1390 v. Chr.), Şuppiluliuma I. (1385–1345 v. Chr.) und Murşili II. (1344–1308 v. Chr.), die über die Herrscherstrukturen der Ḫājaša und der Diauehi berichten, die nach bisherigen Forschungsergebnissen auch im mittleren Çoruh-Becken herrschten. Man geht inzwischen davon aus, dass diese Fürstentümer hurritischen Ursprungs und miteinander verwandt waren.
Laut Mahmut Pehlivan hatten eine partielle Dürre, der Mangel an landwirtschaftlichen Flächen für die wachsende Bevölkerung und zu wenig Weiden für die Versorgung von Tierherden die Hurriter seit dem 2. Jahrtausend v. Chr. zur Abwanderung aus ihren Stammlanden in südlicher Richtung über die Kaukasuspässe nach Anatolien gezwungen. Dadurch wurden die Handelsaktivitäten zwischen Mesopotamien und Anatolien bzw. Assyrien auf den Migrationsrouten unterbrochen, so dass die Zeit der assyrischen Handelskolonien endete. In diesem Zusammenhang lieferten in der hethitischen Hauptstadt Hattuşa (Boğazköy) ausgegrabene Keilschrifttafeln erste Informationen über ein Volk der Hayaşa, dessen Reich ab Ende des 15. Jahrhunderts v. Chr. im Nordosten Anatoliens entstanden war und gemeinsam mit ihrem westlichen Nachbarn, den Kaschkas (Kaškäer auch Kaschkäer, Kaška, Gasga), versuchten, das Land der Hethiter zu plündern.
Viele Autoren siedeln die Ḫajaša im Gebiet von Erzurum oder Erzincan an. Yak Yakar nimmt dessen Lage im nordöstlichen Pontos an. Damit kontrollierten die Ḫajaša die Handelswege zwischen dem Anatolischen Hochland und dem Kaukasus. Claudia Sagona lokalisiert Ḫajaša in der Gegend von Erzurum: Wie aus Keilschriftdokumenten hervorgeht, beherrschten die Hethiter u. a. Länder in Nordost-Anatolien, die an ihr Land angrenzten, und sie unterteilten es in zwei große Abschnitte: das obere Heimatland (Oberland) (KUR.URU.UGU-Tİ) und das untere Heimatland (Unterland) (KUR.URU.SAP Lİ). Das dort erwähnte hethitische „Obere Heimatland“ war im Norden von Kaškäer-Regionen und im Nordosten und Osten von Ḫajaša-Gebieten umgeben, jenen Kernländern des Ḫajaša-Azzi-Königreichs, die sich von Bayburt bis östlich von Artvin erstreckten, ein Gebiet, das auch das mittlere Çoruh-Becken einschloss. Insbesondere für die Mitte des 2. Jahrtausends v. Chr. konnten die politischen und kulturellen Aktivitäten des Ḫajaša-Königreichs sowie dessen Existenz in dieser Region, geklärt werden, einem Volk, das dort seit mehr als 150 Jahren im inneren Teil der Schwarzmeerküste existierte, und sich von Rize bis Giresun und darüber hinaus erstreckte sowie in den Gebieten zwischen Erzurum, Erzincan und Bayburt,
Das Volk der Ḫajaša, ab der Mitte des 3. Jahrtausends v. Chr. im Nordosten Anatoliens aufgetaucht, beunruhigte die Hethiter etwa 150 Jahre lang. Es leistete zudem Pionierarbeit für die Prä-Urartäer-Gruppen, die nach ihnen in der Region entstanden und ihnen im Ursprung nahe standen. Aufgrund der geomorphologischen Landschafts-Strukturen, in denen sich die Ḫajaša niedergelassen hatten. konnten die Hethiter allerdings – selbst in ihren stärksten Perioden – nicht wirklich siegreich bis zur Quelle des Euphrat (Karasu) nördlich von Erzurum vordringen, um die Ḫajaša dort zu unterwerfen. In den letzten Jahren der Herrschaft des Hethiters Tudḫaliya III. befasste dieser sich mit den Angriffen der Ḫajaša, die einen Teil des Oberlandes plünderten und dabei Samuha erreichten, ein wichtiges Kultzentrum und bronzezeitliche Siedlung am Kızılırmak (Halys) bei Kayalıpınar (Kreis Yıldızeli) ca. 40 km westlich von Sivas. Sein Sohn Suppiluliuma I. besiegte dann die Kaškäer sowie ihre Nachbarn, die Ḫajaša, bei Kummuh (Kemah).

### Diauehi-Königreich (urartäisch: mdi-a-ú-e-ḫi) und Kulka
Ab Ende des 12. Jahrhunderts v. Chr. taucht in den historischen Quellen im Zusammenhang mit dem Çoruh-Becken der Name eines weiteren Fürstentums auf: das der Diauehi, (Daiaeni assyrisch bzw. Diauehi urartäisch). Über die Lokalisierung dieses Landes gibt es zwar unterschiedliche Ansichten, die Masse der Wissenschaftler allerdings identifiziert es zumindest in Teilen mit dem Gebiet des Çoruh Nehri und der Region nördlich von Erzurum: Salmanassar III. eroberte im dritten und fünfzehnten Jahr seiner Herrschaft Gebiete bis nach Daiaeni, dann 856 v. Chr. Daiaeni vollständig und 844 v. Chr. bis zur Quelle des Euphrat. Auch in urartäischen Aufzeichnungen begegnen wir dem Namen Diauehi in den Inschriften von Menua (810–715 v. Chr.) und Argishti I., wobei die Region Diauehi das Quellgebiet des Euphrat einschließt. Der urartäische König Menua annektierte das Herrschaftsgebiet der „asiatische Diau-Ekhi-Ni“ (Diauehi), die die Region von Pasinler bis Çıldır regierten. Er erwähnte in Keilschriftdokumenten die benachbarten ebenfalls „asiatischen“ Çoruh-Stämme als „Kulka“ (Qulḫa, Kolcha, Kolchis. Sein Enkel, Sarduri II. (753-735), unternahm 753 v. Chr. eine Expedition in dieses Kulka-Ni-Königreich in der Nähe von Çoruh (Artvin) und unterwarf es. Die hier lebenden Einheimischen verließen ihre Heimat nach der Ankunft der Saka-Skythen (siehe unten). Nach den Forschungsergebnissen von Veli Ünsal erstreckte sich das Hauptsiedlungsgebiet der Diauehi von Erzurum und seiner Umgebung bis zum Quellteil des Çoruh Nehri, denn aufgrund der geomorphologischen Struktur waren für das natürliche alte Wegenetz, das seit Jahrhunderten für militärische und kommerzielle Zwecke genutzt wurde, um von dort aus die Schwarzmeerhäfen zu erreichen, dortige Passagen erforderlich, die in urartäischen Aufzeichnungen als KURKA-SİE bezeichnet werden. Dazu zählt unter anderem die Route von Erzurum über den Gölyurt-Pass via İspir und den Divit-Pass entlang des Serçeme Çayı zum Schwarzen Meer.
Gründe für die Auseinandersetzungen zwischen Urartu und Diauehi waren zum einen Tribute und jährliche Steuern, die das Fürstentum an Urartu zahlte, zum anderen dessen Mineralvorkommen an Gold, Silber und Kupfer. Während der urartäischen Zeit waren diese Erze dort äußerst reichhaltig und wurden nicht nur im benachbarten Gümüşhane, Bayburt und Erzincan genutzt, sondern vor allem auch bei Erzurum und im Çoruh-Tal. Urartäische schriftliche Quellen liefern Informationen über Kupferressourcen in vielen Teilen des Königreichs. Zu den Regionen, aus denen Urartu Eisen und Kupfer schöpfte, gehörte u. a. Erzurum, Bayburt, und das Çoruh-Tal. Speziell genannt werden Eisen u. a. am Çimil Dağı, Demir Dağ und bei Çoruh (Artvin), Silber bei İspir. Diese Mineralvorkommen waren für die wirtschaftliche Entwicklung des urartäischen Königreichs von Bedeutung. In schriftlichen Quellen erhielt der urartäische König Menua in der Frühzeit des Reichs Silber als Steuer vom Diauehi-König. Darüber hinaus berichtet Argishti I., dass er von ihm eine große Menge Silber aus derselben Region bekam, die später an Urartu angegliedert wurde.

### Die Skythen im mittleren Çoruh-Becken
Die nächsten Informationen zur Geschichte des mittleren Çoruh-Beckens lieferte Herodot, ein hellenischer Geschichtsschreiber, Geograph und Völkerkundler des 5. Jahrhunderts v. Chr. aus Bodrum (Halikarnassos). Er nennt die in der heutigen İspir-Region lebenden Menschen Saspeiren. Er beschreibt sie als kaukasischen Stamm. „Nach Kolchis gibt es bis nach Medien nicht mehr viel zu berichten, denn zwischen diesen beiden Regionen gibt es nur eine Nation, die Saspeiren, und wenn man sie hinter sich lässt, sind es die Meder. […] Die Meder führten einen Krieg gegen die Skythen, wurden besiegt und verloren ihre Macht. Die Skythen verbreiteten sich in ganz Asien.“ Er beruft sich dabei auf Hekataios von Milet, einen zeitgenössischen Historiker des frühen 5. Jahrhunderts v. Chr., und erwähnt dabei auch den „Sibir-Stamm“, einen Zweig der Skythen-Saka-Stämme, der im 7. Jahrhundert v. Chr. in die Region kam. Diese hatten 680 v. Chr. den Kaukasus überquert und sich in den Kura- und Araxes-Gebieten ausgebreitet, ließen sich aber auch in den Çoruh-Regionen nieder. Diese für ihre kriegerischen Eigenschaften bekannten „Saspeir“-Stämme Herodots, wurden auch „Saper“ genannt. Als während der Achämeniden-Herrschaft unter Dareios I. (522–485 v. Chr.) Ostanatolien in 23 Satrapen aufgeteilt worden war, deckte die 18. Satrapie das Çoruh-Becken ab, wozu auch die Region İspir zählte, wo Teile der Saka-Skythen lebten, türkischsprachige Stämme der Phasier, Saspir und Taok. Kemal Taşcı, türkischer Historiker aus Erzincan, ist der Meinung, dass der Ursprung des Namens İspir auf diesen Stamm der Saka-Skythen zurückgeht. Auch der Archäologe Ernst Herzfeld vertrat die Ansicht, dass dies die Heimat des Volkes der Saspeiren war, das von hellenischen Schriftstellern Saspeires (Saspeirs, Volk von Saspeir) genannt wurde, und dass das Wort Saspeir vom Wort Sper/Spir mit der Vorsilbe sa abgeleitet war. „Die Region der Saspiere ist armenisch Sper, Ispir, zwischen Erzerum und Trapezunt […].“ Das spätantike Sper ist wahrscheinlich das Syspiritis der klassischen Autoren. Es wird u. a. in Strabos Geographica erwähnt als eines von zwei Gebieten, die von Anhängern des „Armenus von Armenium“, besiedelt wurden und wo er auch Goldminen in der „Hyspiratis“ erwähnt. Ein weiterer hellenischer Schriftsteller, der diese Ansicht unterstützt, ist Xenophon von Athen, Kommandeur der hellenischen Nachhuttruppen, die 401 v. Chr. in die Region kamen. Er nennt die Menschen dort in seiner Anabasis „Hesperiten“. Der türkische Historiker Enver Konukçu vermutet ebenfalls, dass der Regionalname „İspir“ vom Begriff „Hesperid“ kommt, der die Buchstaben „s, p/b, r“ enthält.
Als ein Teil der Heere Alexanders des Großen 336 v. Chr. während eines Ostfeldzugs in die Gebiete Ostanatoliens kamen, trafen sie in der Region zwischen Çoruh Nehri (einschließlich İspir) und Tiflis auf die türkischsprachige Bevölkerung der Kiptschaken, die in den Quellen als „Bun-Turki“ bezeichnet werden. Darüber hinaus beschreibt die georgische Quelle „Kartlis-Çkhovreba“ („Geschichte Georgiens“) die Präsenz der Kiptschaken in der Region und ihren erbitterten Widerstand gegen Eindringlinge. Während der Artaxidenzeit (190 v. Chr. – 1 n. Chr.) war Sper ein Teil Großarmeniens. 380 n. Chr. lag die Verwaltung der Region in den Händen der Familie Arsak, jener Arsakiden Dynastie, die ab der Mitte des 3. Jahrhunderts v. Chr. bis 224 n. Chr. das Partherreich beherrscht hatte. Als der unter römischem Schutz stehende Herrscher Arschak III. 390 (387?) starb, fiel das Grenzfürstentum Ispir, Domäne der Vorfahren der Familie Bagratuni (Bagratiden, s. u.), als Teil seiner Ländereien in der geografischen Region Niederarmenien im Nordwesten von Erzurum an die Römer und wurde in eine römische Provinz umgewandelt. Möglicherweise war das Zentrum der Bagratunis die Burg Smbatavan bzw. Simbataverd (Bayburt), wahrscheinlicher aber eher die Festungsstadt Sper (Ispir), die seit Beginn des 1. Jahrtausends v. Chr. über eine Burg und Goldminen verfügte. Im nördlichen Teil des Fürstentums befand sich das von Nichtarmeniern bewohnte Gebiet Chalybes, dessen Name in der armenischen Bezeichnung für das Sper-Tal erhalten geblieben ist: Khaghto Dzor (Chaldisches Tal).
Auch der Geograph Strabon von Amasya erwähnt in seinem Werk „Geographika“ die in der Region lebenden Skythen/Saka-Türken, macht jedoch keine weiteren Angaben. Und Prokopius von Caesarea, ein byzantinischer Historiker des 6. Jahrhunderts n. Chr., erklärt die in der Region des Çoruh-Beckens lebenden Menschen wie folgt:
„Hier sind viele Nationen beheimatet, darunter die Alani und Abosgi, die Christen (?) sind und seit langem mit den Römern befreundet, sowie die Zekhis [Saka ?] und die Hunnen, die später den Namen Sabeiri annahmen.“ (zitiert nach Procopius aus Adem Işık)

### Bagratidenzeit
Nach den Saka-Skythen wechselte die Herrschaft über die Region des mittleren Çoruh-Beckens mehrmals zwischen dem Römischen Reich und den Sassaniden. Seit dem ersten Jahrhundert n. Chr. entwickelte sich dort in und um Ispir die Bagratiden-/Baratuni-Dynastie armenischen Ursprungs. Demnach lag İspir in der „Hoch-Hayk-Provinz“ des „Großen Hayk“ und sein Zentrum war İspir, eine Burgstadt im Tal mit Gärten am rechten Ufer des Çoruh Nehri. İspir ist auch eine der ältesten Siedlungen der Armenier und wurde von ihnen als „Stadt der Herren“ bezeichnet. Nach dem amerikanischen Historiker Robert Hewsen gehörte der Nordwesten von Erzurum zum armenischen Fürstentum Ispir, und Ispir war ein geopolitischer Ort zur Kontrolle des größten Teils Armeniens und ab dem 5. Jahrhundert das Stammland der Bagratuniden (Bagratiden). Möglicherweise diente der Ort sogar als deren Zentrum. Faustus von Byzanz, ein spätantiker Geschichtsschreiber, der als Verfasser eines auf Armenisch überlieferten Geschichtswerks gilt, gab bei der Auflistung der Oghusen-Provinzen in den Jahren 355–360 an, dass die Bagratiden-Paschas aus Ispir stammten. Nach Auffassung des armenisch-georgischen Historikers und Genealogen Cyril Toumanoff tauchte der erste beurkundete Bagratide 314 v. Chr. als Feudalherr in Sper, im nordwestlichen Armenien (heute İspir in der Provinz Erzurum) auf, einer Region im oder nahe dem Grenzland Iberia. Wie andere armenische Adelige besaßen sie kein zusammenhängendes Gebiet, sondern mehrere Landstücke.
Im 1.–12. Jahrhundert n. Chr., als im Çoruh-Becken, der armenischen Region Tayk, vor allem Armenier lebten, wurde der Name İspir in armenischen Quellen häufig als Sper, Sber und Isper erwähnt und ist in georgischen Quellen auch als Sper/Speri zu finden. Im 6. Jahrhundert wurden die Bagratiden zu Marzban (Markgrafen) der Sassaniden. Unter Byzanz erlangten sie zunächst den Rang eines „Patrikios“ (Kommandeur), dann den eines „Kuropalates“ (Vize-Kaiser). Im 7. Jahrhundert wird Sper in der Geographie von Anania Shirakatsi als Teil Hayk von Kleinarmenien aufgeführt. Die Grenze zwischen dem byzantinischen und dem sassanidisch-persischen Armenien verlief irgendwo zwischen İspir und Yusufeli durch das Çoruh-Tal. Als damals die Heere der muslimischen Araber sowohl in die oströmischen Orientprovinzen als auch in das Sassanidenreich eindrangen, begann die rasche Vernichtung der Sassaniden. In diesem Zusammenhang wurden die Bagratiden im 8. Jahrhundert zur führenden Kraft der armenischen Auseinandersetzung mit der arabischen Herrschaft und erlangten 885 die Königskrone. Im 9. Jahrhundert n. Chr., während der Abbasidenzeit, war die Region des Çoruh-Beckens definitiv unter byzantinische Herrschaft geraten. Während dieser Zeit wurden Ispir und seine unmittelbare Umgebung weiterhin von Fürsten der Bagratuni-Dynastie armenischer Herkunft regiert, unter der Bedingung, dass sie dem Byzantinischen Reich untertan blieben. Dort bildete Tao-Klarjeti (Tao-Klardschetien; zu dem auch die Regionen Erzurum und-Artvin gehörten), eines der südwestlichen georgischen Gebiete, das letzte/jüngste georgische Feudalfürstentum. Hier, in der alten georgischen Provinz „Speri“ (İspir), lagen die Wurzeln der Bagratiden-Dynastien. Ihr Begründer war „Ashot Bagrationi“ (Ashot I. von Iberia/Ashot der Große, Regierungszeit 813 vermutlich bis 830, ermordet), Sohn des iberischen Adligen Adarnase.
In georgischen Quellen wird die Region Ispir als Teil des Territoriums von Iberia (Georgien) bezeichnet. Der Name der Region wird in byzantinischen Quellen nicht erwähnt. Nach Ernst Honigmann bestand während oströmischer Zeit innerhalb der administrativen und militärischen Struktur der byzantinischen Themen unter Kaiser Theophilos (829-842) das Thema Khaldia mit dem Zentrum in Trapezunt/Trabzon aus sieben Teilen mit unterschiedlichen Kulturen und Identitäten: Philaboniten (Harşit), Trikomia (Akçaabat), Trabzon, Matzouka (Maçka), Gemora (Yomra), Sourmania (Sürmene) und Rhizaion (Rize). Dabei lag Ispir (Sper) in Rize am östlichsten Punkt des Themas Chaldia/Khaldia, und schloss das Tou-Gebiet (?) in der Nähe von Çoruh (heute Artvin) und Moupyoun Turma (?) im Umfeld des Murgul Çayı, einem linken Nebenfluss des Çoruh Nehri nahe seiner Quelle mit einem der wichtigsten Täler des Çoruh-Beckens, ebenfalls in dieses Thema ein. Als die seldschukischen Türken 1080 das Çoruh-Becken mit Ispir und seiner unmittelbaren Umgebung eroberten, herrschte dort noch immer die Bagrationi-Dynastie.

### Saltukiden
Nach der Übernahme der Region durch die Seldschuken nach der Schlacht von Manzikert (1071, heute Malazgirt) stand die Region des mittleren Çoruh-Beckens seit 1080 unter der Herrschaft des in Erzurum ansässigen Saltuklu-Beyliks, einem der ersten in Anatolien von Ebü'l-Kāsım İzzeddin Saltuk Bey gegründeten türkischen Fürstentümer. Das Gebiet war ihm aufgrund seiner militärischen Verdienste neben den Regionen Kars, Pasinler, Oltu, Erzurum, Tortum, Tercan, Bayburt, Şebinkarahisar auch İspir übergeben worden. Damit geriet das Gebiet um İspir mitten in Auseinandersetzungen zwischen Saltuklu (Saltukiden) und Georgien, und der Raum des Çoruh Nehri war Ziel für aus Georgien kommende Überfälle. Nach Versuchen der Verselbständigung erfolgte mit der Eroberung des Beyliks durch den Rum-Seldschuken Suleiman II. der Zusammenbruch des Saltuklu-Fürstentums im Jahr 1202. Die Region des mittleren Çoruh mit İspir fiel an das neu geschaffene seldschukische Sultanat Arzan al-Rum (Erzurum).

### Rum-Seldschuken und Mongolen
Zwischen 1202 und 1225 wurde in İspir die Mugîseddîn-Tuğrulşâh-Moschee errichtet. Zwischen 1225 und 1230 unterwarfen die Ayyubiden und Khwarezmshahs das Gebiet Ispirs gegen die türkische Seldschuken-Bedrohung, das aber nach dem Yassıçemen-Krieg 1230 erneut mit Erzurum und damit dem türkischen Seldschukenstaat verbunden wurde. Die Eroberungszüge der Mongolen die Erzurum 1242/43 einnahmen, brachte der Region einen wirtschaftlichen Niedergang, von dem aufgrund von mongolischen Überfällen auch İspir nicht verschont blieb und von den mongolischen Ilchaniden regiert wurde. Mit dem Niedergang der Ilchan-Herrschaft wurden deren pontische Reichsregionen durch mongolische „Erben“, wie die Çobaniden und die Eretna-Fürsten, noch eine Zeit lang gehalten. Die Çobanoğulları (Çobaniden) regierten zwischen 1317 und 1355 ganz Aserbaidschan von Täbris aus und erschienen 1344 mit dem Rückzug der Ilchane zunächst als deren natürliche Nachfolger auf der Bühne der Geschichte, konnten sich aber letztendlich gegen das sunnitisch-muslimisch türkisch-mongolische Sultanat Celayir nicht behaupten und verloren 1357 ihre Unabhängigkeit mit der Eroberung von Täbris durch den Khan Dschani Beg der Goldenen Horde.
Die Eretna oder Eretniden, ein Beylik uigurischer oder mongolischer Herkunft mit Zentren in Sivas und Kayseri, übernahmen die Macht der schwindenden Ilchane und beherrschten zwischen 1328 und 1381 eine große Region im Osten Anatoliens, die zeitweise bis in die Gebiete Erzurums und wahrscheinlich auch in die mittlere Çoruh-Senke reichte. Eretnas Versuch, ein gutes Verhältnis zu den Çobaniden zu pflegen, wurde durch die Einnahme von Erzurum und die Belagerung der Burg Avnik Kalesi (Güzelhisar) durch den Çobaniden Hasan Kuchaks verhindert. Die Region Ispir und das mittlere Çoruh-Becken war damals bei klassischen islamischen Schriftstellern aufgrund der großen Entfernung zu islamischen Zentren wenig bekannt, obwohl der Raum Erzurum zwischen dem 7. und 9. Jahrhundert n. Chr. bereits unter islamischer Herrschaft stand. So fehlen für die mittlere Çoruh-Senke von dieser Seite entsprechende Informationen. Erst nach Beendigung der Herrschaft der Seldschuken in der Region im 13. Jahrhundert berichteten islamische Auroren über Ispir. Unter den arabischen Geographen des 13. Jahrhunderts nannte Yâkût el-Hamevi die İspir-Region Esbiren: „Esbiren ist eine Stadt in Erzeni-Rum [Erzurum] in Armenien“ (zitiert nach Yâkût el-Hamevî), während der Historiker Baybars el-Mansûrî des gleichen Jahrhunderts sie Sibihr nannte.

### Die Rolle der Aq Qoyunlu (Weiße Hammel)
Gegen Ende des 14. Jahrhunderts tauchten Qara-Qoyunlu- und Aq-Qoyunlu-Turkmenen in der Region des Çoruh-Beckens auf, um dort zu siedeln. Sie waren mit den Seldschuken aus Zentralasien angekommen und hatten dort unter der Mongolenherrschaft zunächst ein unscheinbares Dasein geführt. 1388, mit dem Erscheinen Timurs dort, wurde die turkmenische Herrschaft in Ispir und Umgebung durch das in Erzincan herrschende Emirat Mutahhaten (Erzincan) ersetzt. Nach Timurs Tod 1405 während der Thronkämpfe zwischen seinen Nachfolgern dominierten die Qara Qoyunlu-Turkmenen Ispir und das Çoruh-Becken. In der ersten Hälfte des 15. Jahrhunderts stand die Region im Mittelpunkt des Konflikts zwischen Qara Qoyunlu- und Aq Qoyunlu-Turkmenen bis zur Niederlage der Qara-Qoyunlu 1467. Mit deren Zusammenbruch wurde das Gebiet des mittleren Çoruh-Beckens dem Pürnâk-Stamm der Aq Qoyunlu übergeben und von diesem – mit Unterbrechung während des Otlukbeli-Kriegs im Jahr 1473 – bis 1502 regiert.
Die Quelle, in der der Name İspir am häufigsten erwähnt wird, ist ein Werk von Ebû Bekr-i Tihranî über die Geschichte der Aq Qoyunlu-Turkmenen, die im 14./15. Jahrhundert das dominierende Element in der Region waren. In wieweit die dort erwähnten İspirlü Kızılbaş für die Namensgebung von İspir verantwortlich war, ist umstritten. Nach Meinung von Kemal Taşcı lag der Ursprung des İspirlü-Stammes, aus dem der iranische Safawiden-Staat (slehe unten) u. a. entstand und bestand, im Oghusen-Stamm der Purnak/Pürnek/Pörnek, der in İspir vorherrschend war. Der Hintergrund ist die Erwähnung dieser Oghusen unter den anatolischen Turkmenen. Sie werden allerdings vor Auftreten der Aq Qoyunlu in Ostanatolien in den „Oğuznâme“ (Bücher der Oghusen) nicht erwähnt. Andererseits belegen Quellen die Existenz dieses İspirlü-Stammes, der Einfluss auf die Gründung und Entwicklung des Safawiden-Staates hatte. In diesem Zusammenhang und der Frage, welche Ethnie 1510 den persischen Shah İsmail dabei unterstütze, das Reich der Safawiden nach Westen hin zu erweitern, vermerkt Oktay Efendizade: Es war „dasselbe ethnische Element, das die Staaten Karakoyunlu und Akkoyunlu gegründet und erhalten hat: die aserbaidschanischen Türken. […]. An Ismails Militärbewegungen nahmen auch neue Stämme der Akkoyunlu-Turkmenen aus dem Zusammenschluss der Stämme Mosullu und Pörnek (!) teil, der später eine sehr wichtige Rolle bei der Entwicklung des Safawidenstaates spielte.“

### Safawidenzeit
Die Mehrheit des Purnak-Stammes, zu Beginn des 16. Jahrhunderts dominierendes Element in der Region Ispir, schlossen sich der Regierung Schah Ismails an und sorgten für die Turkifizierung Aserbaidschans. Darunter werden die İspirlü Kızılbaş unter den kleinen Stämmen erwähnt, die den Safawidenstaat bildeten. Shah İsmails Mutter, Halima Begum, war die Tochter Uzun Hasans, dem Herrscher der turkmenischen Aq Qoyunlu-Dynastie, und seiner pontisch-griechischen Frau Theodora Megale Komnene (Despina Khatun) Tochter des Herrschers Johann IV. von Trapezunt. Das dominierende Element in diesem Staatsbildungs-Prozess war demnach der turkmenische Purnak-/Pürnek-Stamm aus dem mittleren Çoruh-Becken von İspir. Damit fiel 1502 die Region in die Hände der Safawiden, den Erben der Aq Qoyunlu. Viele ihrer Bewohner wanderten in dieser Zeit nach Aserbaidschan aus. Durch diese Migration begann die Bevölkerungszahl im Çoruh-Becken deutlich zu sinken. Als 1502 eine Gruppe Turkmenen vom Purnâk-Stamm die Region verließen, um Aserbaidschan zu „turkifizieren“, nutzte sie die Gelegenheit, um als Gruppe zu Christen türkischer Herkunft zu konvertieren. Daraufhin besetzte Atabey Mîrzâ Çabuk, der Anführer der georgischen Kiptschak-Türken und auch „Der Große“ genannt, die Burg İspir. Die Region um İspir wurde allerdings – wahrscheinlich im selben Jahr – von Selim I., damals noch Prinz und seit 1487 Sandschakbey von Trabzon, während Auseinandersetzungen mit dem Safawiden Schah İsmail erobert. Prinz Selims Aktivitäten wurden auf Beschwerde Schah Ismails zunächst eingestellt, der sich als natürlicher Erbe der Ak-Qoyunlu ansah, so dass die Kontrolle über die Region İspir bei Mîrzâ Çabuk und den Safawiden verblieb. Nach Selims Berufung 1512 zum osmanischen Sultan brach der osmanisch-safawidische Konflikt um die Region erneut aus, wobei Mîrzâ Çabuk diesmal auf osmanischer Seite stand. Nach Yavuz Sultan Selîms Sieg 1514 über Schah İsmail in Çaldıran geriet die Region İspir und das mittlere Çoruh-Becken endgültig unter osmanische Herrschaft und wurde zunächst an das Sandschak Trabzon gebunden, um 1535 in das neu gegründete Beylerbeyilik/Eyalet Erzurum aufgenommen zu werden.

### Herrschaft des Osmanischen Reiches in İspir
Aufzeichnungen über die osmanische Verwaltungsorganisation von 1517 und 1520 vermerken İspir als Landkreis (Kaza) im Sandschak Bayburt – allerdings mit viel größerer Fläche als heute. Er bestand aus 139 Dörfern, 22 Weilern und 1 Kloster. Seine Bevölkerung betrug einschließlich des Kreiszentrums etwa 19.869 Männer (Gesamtbevölkerung somit etwa 40.000 - 50.000 Personen). 95,4 % dieser Bevölkerung waren Christen. Mit der Gründung des Beylerbeyliks (Eyalet, Provinz) Erzurum 1535 wurde İspir von Bayburt getrennt und zu einem selbständigen Sandschak unter Erzurum. Im detaillierten Avariz-Defter (Listen über Steuern in Form von Sach- oder Dienstleistungen) aus dem Jahr 1642 wird es als Landkreis Ispir mit 136 Dörfern angegeben. Damals gab es in Ispir und seinen Unterbezirken und Dörfern 536 muslimische und 294 nichtmuslimische Haushalte (Familien). Vermerkt wurde zudem, dass die Orte an den Ufern des Çoruh Nehri sehr reich an Weinbergen und Gärten waren und dass es im Kreis İspir 301 Militärangehörige und in den Dörfern Karakoç, Ortgi, Pazahbun, Moşağans und Mahorşin Polizisten gab. Die meisten Burgbeamten registrierte man in den Burgen von İspir und Fısırık (Kale-i Fısırik, Devedağ Kalesi bei Araköy).
Dem armenischen Historiker Ashot M. Melkonyan zufolge gab es damals viele Vernichtungsaktionen gegen Armenier, so z. B. während einer iranischen Invasion in İspir 1723, wobei Armenier gefangen und als Sklaven verkauft oder gezwungen wurden, von ihrer Religion zu konvertieren. Nach Melkonyan sank von 1877 bis 1878 die Zahl der armenischen Haushalte in Ispir von 81 auf 18 und ihre Personenzahl von 28.300 auf 3.122. Offiziellen Aufzeichnungen zufolge blieb der Sandschak-Status von İspir im 17. und 18. Jahrhundert bestehen . 1835 gab es in İspir 152 Siedlungen, und die gesamte männliche Bevölkerung des Kreises betrug 11.308 Personen, von denen 95 % Muslime waren. Der Landkreis wurde in das 1836 gegründete „Marschallamt“ Erzurum einbezogen und 1878 erneut dem Sandschak Bayburt angegliedert. Laut Aufzeichnungen von 1882 existierten im Kreis 155 Dörfer, in denen insgesamt 20.872 Männer in 3.580 Haushalten lebten, darunter 17.928 Muslime, 1.512 katholische und 1.432 armenische Christen. Bis 1886 gab es in İspir 13 Gemeinden und 134 Dörfer mit 32.517 Einwohnern, 16.829 Männer und 15.688 Frauen, in 5.281 Haushalten. Ende des 19. Jahrhunderts verwaltete İspir 123 Dörfer mit 5.281 Haushalten und eine Bevölkerung von 36.079 Personen, darunter 32.981 Muslime und 3.098 Nicht-Muslime. Der Anzahl vom 13 muslimischen standen nur zwei armenische Grundschulen gegenüber und den 20 Moscheen lediglich 3 Kirchen. Der Landkreis İspir hatte zwischen 1892 und 1898 143 Dörfer und 13 Ortsteile. Während die Zahl der Dörfer zwischen 1899 und 1900 auf 115 sank, stieg sie zwischen 1900 und 1909 wieder auf 134. 1900 hatte der Kreis İspir aus 140 Siedlungen mit 5.297 Familien und eine Kreisbevölkerung von 35.672 Personen, 18.091 Männern und 17.581 Frauen bestanden. In der Stadt İspir lebten 700 Familien (demnach etwa 3500 Einwohner). Im Landkreis existierten 120 Moscheen, 50 Medresen, 10 muslimische Logen, 5 Mausoleen, 3 einfache Grundschulen, 140 normale/religiöse Grundschulen, ein Regierungshaus mit 30 Zimmern, 100 Geschäfte, 6 Gasthöfe, 1 Telegrafenamt, 200 Mühlen sowie 23 Kirchen und christliche Klöster.

## Situation seit dem 20. Jahrhundert

### Türkisch-Russischer Krieg (Kaukasusfront)
Im Zusammenhang mit dem Ersten Weltkrieg brach ein Krieg mit Russland aus, als die osmanischen Kriegsschiffe Yavuz und Midilli, die das Osmanische Reich aufgrund eines Bündnisabkommens mit Deutschland gekauft hatte, am 29. Oktober 1914 russische Häfen im Schwarzen Meer bombardierten. In der Folge wurde die "Kaukasische Front", eine Linie von etwa 800–1000 km Länge, zu der auch das Çoruh-Tal, die sogenannte Artvin-İspir-Bayburt-Linie, zählte, zum wichtigsten Schauplatz der Türkisch-Russischen Auseinandersetzungen. In İspir befand sich das Hauptquartier für die Verteidigung der Tortum-İspir-Linie – allerdings nicht durch reguläre Truppen, sondern durch Freiwillige der örtlichen Bevölkerung, die über weniger Waffen und eine schlechte Ausbildung verfügten. Damals ging die Wirtschaft in der Region zurück, und ein Güter-Transport war während der Wintersaison bei Schneehöhen bis zu 1 m, Schneestürmen und Temperaturen von −20 °C sechs Monate lang unmöglich. Am 16. Februar 1916 erhielt man in İspir die Nachricht, dass Erzurum von den Russen besetzt worden war, und forderte zur Evakuierung des Gebiets auf. Lokale Gegner dieser Anordnung gründeten daraufhin dort eine geheime Widerstandsbewegung unter Mufti Mustafa Efendi, der später (1918) weiteren Widerstand gegen die russischen Besatzer organisierte. Als der Landkreis İspir am 23. Februar 1916 von Russen, die im Çoruh-Tal nach Westen vorrückten, eingenommen wurde, hatte der Landrat Şükrü Bey die Region bereits verlassen. Russische Truppen besetzten Pazaryolu (kurdisch: Norgah) und schoben ihre Linie bis nach Karakoç (bei Pazarvolu) und Tıraht (Kozlu) vor. Dabei soll es auf Seiten beider Parteien zu Gräueltaten unter der Bevölkerung gekommen sein. Während derartiger regionaler Unruhen waren İspir, Hodiçor (Sırakonaklar) sowie alle armenischen Dörfer am Çoruh Nehri evakuiert, die armenischen Bewohner bis Bayburt deportiert und die meisten von ihnen auf dem Weg der Migration getötet worden bzw. „verschwunden“. In der Folge begannen nach der Besetzung Ostanatoliens durch russische Truppen im Jahr 1916 Armenier, die zuvor deportiert worden oder geflohen waren, in ihre alten Gebiete zurückzukehren, und von ihnen gebildete Banden töteten in der Region islamische Bevölkerung. Die Befreiung İspirs und des mittleren Çoruh-Beckens durch Türkische Streitkräfte, die von Bayburt über Norgah (Pazaryolu) kamen, erfolgte am Morgen des 25. Februar 1918. Am 7. März 1918 wurden armenische Einheiten, die in der Burg Mohurgut (Karakale) Zuflucht gesucht hatten, vernichtet und damit die zwei Jahre und zwei Tage dauernde russische Besatzung beendet, die die Armenier als Chance gesehen hatten, diese Region, die sie historisch, politisch, administrativ, militärisch und wirtschaftlich als die ihre empfanden, wieder in Besitz zu nehmen.

### Bevölkerungsverteilung
Städtische Siedlungszentren, wie Bayburt, Pazaryolu, İspir, Yusufeli, Artvin und Borçka liegen entlang des Çoruh-Tales. Nach Volkszählungs-Ergebnissen lebten 2009 in diesen Regionen insgesamt 154.817 Personen, davon 54.126 im oberen Çoruh-Tal im Landkreis und Provinzzentrum Bayburt, (demnach 35 %, davon alleine 24468, also fast die Hälfte, waren Stadtbewohner). Im unteren Çoruh-Tal im Landkreis und Provinzzentrum Artvin mit 32.985 Bewohnern bzw. 24343 Bewohner im Landkreis Borçka waren es in etwa gleich viele (ca. 37 %). Im mittleren Çoruh-Becken dagegen lagen die Werte für den Landkreis Pazaryolu bei 4.720 bzw. im Landkreis İspir bei 16.885 Einwohnern und bei 21.758 im Landkreis Yusufeli (Provinz Artvin, insgesamt also bei lediglich 28 %. Bezogen auf die Landkreisgrößen sind gegenüber Borçka (32 Ew./km²), Bayburt (31 Ew./km²) und Artvin (26 Ew./km²) die Bevölkerungsdichtewerte im mittleren Çoruh-Becken sehr niedrig: in Yusufeli 9 Einwohner/km², in Pazaryolu und İspir jeweils 8 Einwohner/km²) (im Vergleich dazu die Bevölkerungsdichte der Türkei 2009: 93 Einwohner/km²!) Die Bevölkerungsdichte aller Siedlungen im mittleren Çoruh-Becken liegt somit deutlich unter dem türkischen Durchschnitt.
Allerdings ist dabei zu berücksichtigen, dass Sumpf- und Waldgebiete größere Partien dort bedecken und vor allem die Gebirge nicht für die Besiedlung geeignete steile Talflanken und felsige Areale aufweisen und somit bevölkerungsmäßig weitgehend leere Gebiete bilden. Aufgrund der geographischen Bedingungen wie Lokalklima, Landschaftsformen und Vegetation hat sich die Bevölkerung auf die Talebenen und die unteren Talhänge konzentriert. Die Siedlungen verteilen sich daher zumeist auf Regionen aufwärts bis auf 1800 m Höhe. Dabei gelten Teile der Täler bis zu einer Höhe von 1000 m als die am dichtesten besiedelten Gebiete. Darüber ist eine deutliche "Ausdünnung" der Bevölkerung erkennbar. Zum Teil ist die Höhenzone zwischen 1000 und 1500 Metern noch dünn besiedelt. In den Landkreisen Pazaryolu (1010 m) und İspir (1180 m) allerdings sind Siedlungen noch dicht zwischen 1150 und 1500 Metern Höhe verteilt. Ab 1500/1800 und 2000 Metern herrscht eher eine dünne Besiedlung vor, oder die Bergregionen sind nahezu unbesiedelt, bilden aber keine völlig leeren Bereiche. Sie beherbergen saisonale Siedlungen und werden in bestimmten Monaten des Jahres vorübergehend als Yaylaorte genutzt. Entlang des Çoruh-Tals nach Osten und Nordosten nehmen die Höhen- und Neigungswerte im begleitenden Gelände zu. Dort verteilt sich z. B. im Landkreis Yusufeli (741 m) die Bevölkerung auf etwa 600–2000 m Höhe (Dorf Yüncüler).
Die Bevölkerungsverteilung signalisiert also einen deutlichen Kontrast zwischen Tal- und Gebirgsbereichen, wo sich umgeben von hohen und steilen Bergen mit engen und tiefen Tälern im Çoruh-Tal die Bevölkerung konzentriert. Steilheit und Enge des Reliefs machen die hauptsächlichen Siedlungsprobleme, so dass es vor allem in städtischen Wohngebieten notwendig ist, mehrgeschossige Häuser zu bauen, und bei ländlichen Häusern Wirtschaftsteile (Scheunen, Lagerhallen, Heuböden) im Untergeschoss des Hauses unterzubringen. Diese Rahmenbedingungen haben zur Bildung locker strukturierter Siedlungsmuster geführt, insbesondere zu ländlichen Streusiedlungen und verstreuten Stadtteilen. Die topographische Situation bringt Probleme zudem bei der Bereitstellung von Infrastrukturen und Dienstleistungen (Straßen, Schulen, Gesundheitseinrichtungen usw.). Und es bestehen Gefahren wie Überflutungen und Rutschungen nach starken Regenfällen vor allem in steilen Hanggebieten, sowie durch Steinschläge und Lawinen. Vor allem in Städten und Gemeinden, in denen die Bevölkerung konzentriert ist, herrscht Grundstücksknappheit und Wohnungsnot. Außer für Wohnhäuser steht oft kein Bauland für Industrieanlagen und sozialen Einrichtungen zur Verfügung.

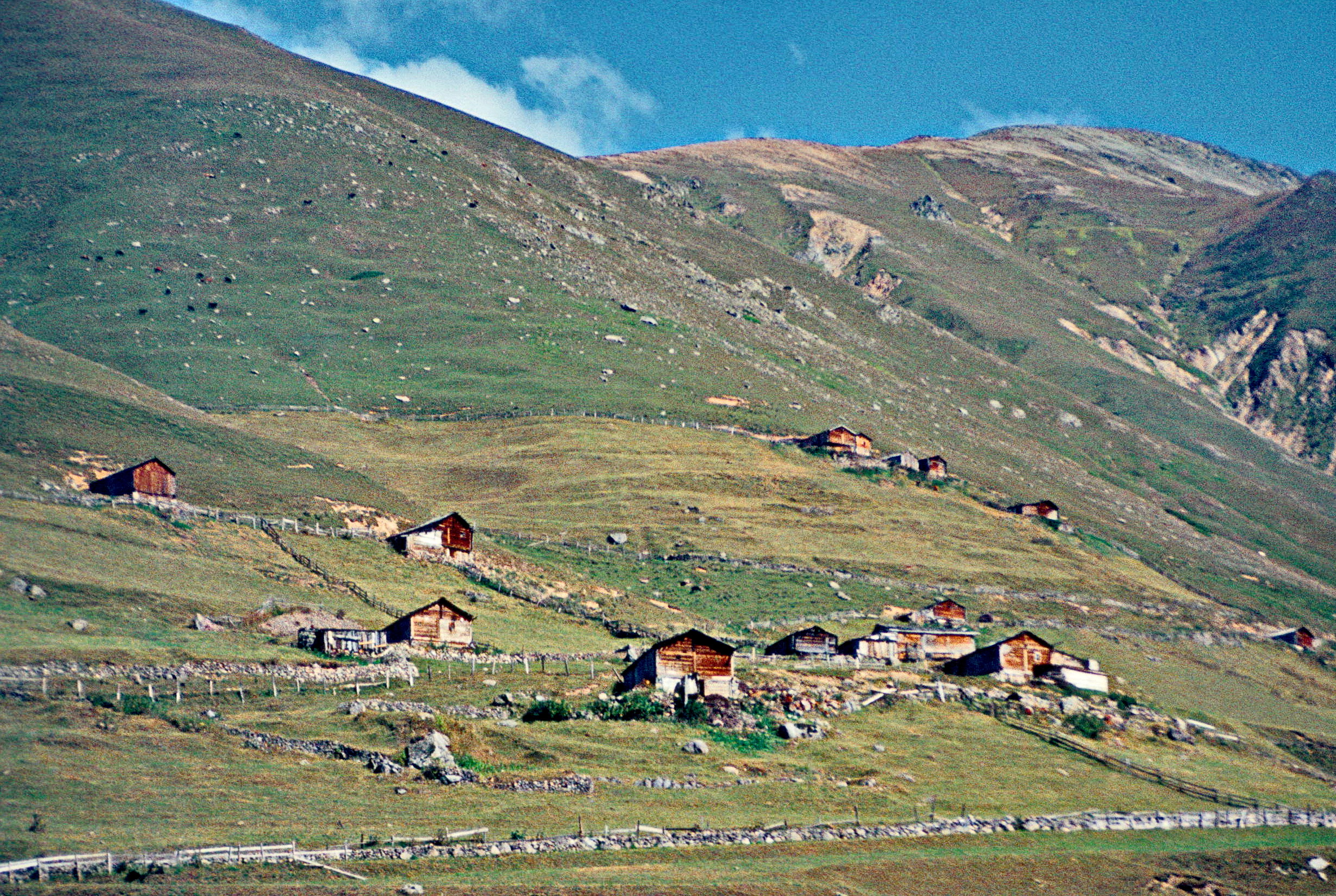
Typische Yaylahäuser unterhalb des Cimil Dağ (Rize Dağları)

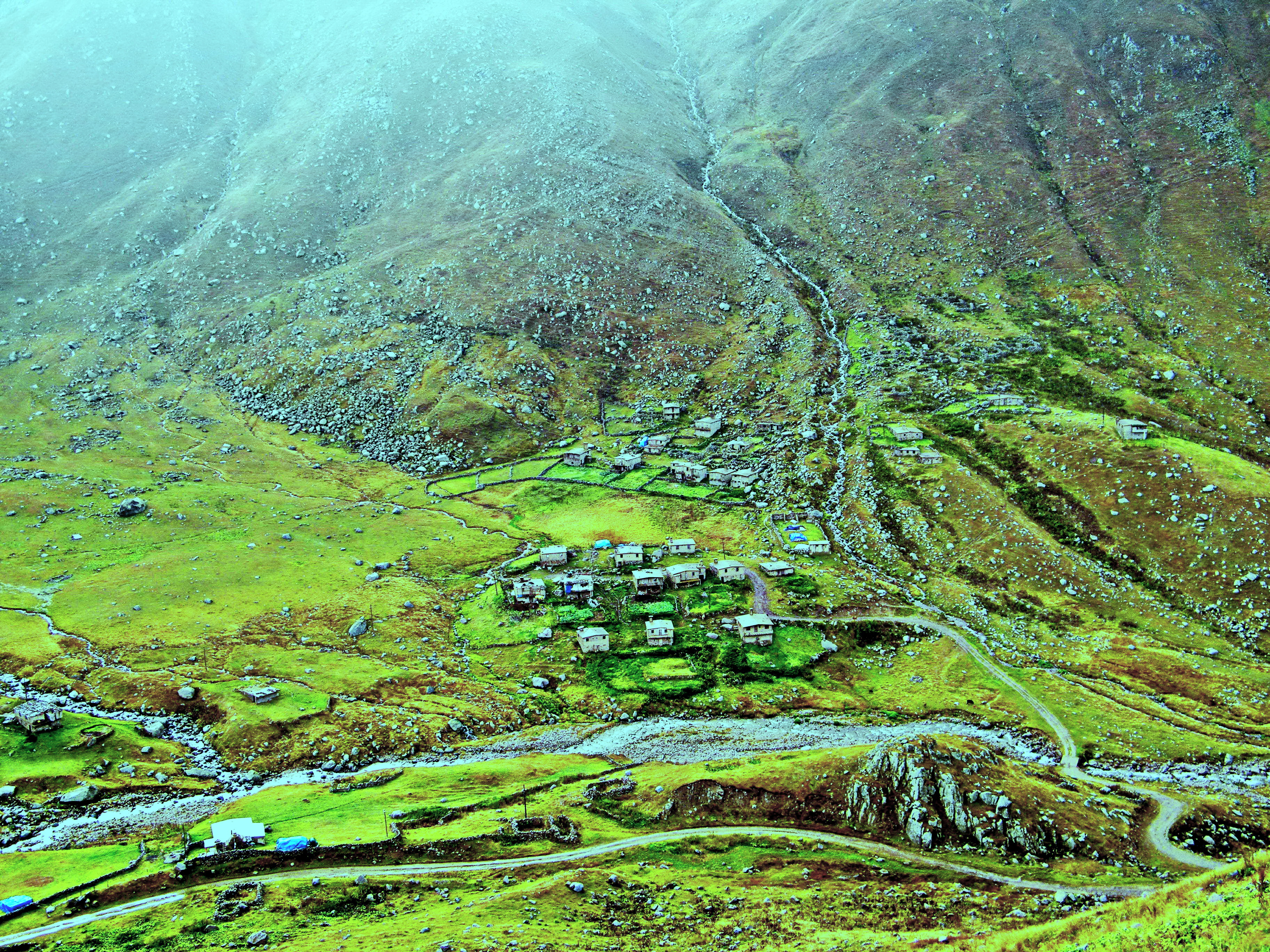
Hochgebirgs-Sommersiedlung Biberoğlu Yaylası am Ovitdağı-Pass.

Die Bevölkerung ist insgesamt in der Region seit 1975 aufgrund von Abwanderung wegen der begrenzten Lebens- und Wirtschaftsgrundlagen ständig rückläufig. Der Urbanisierungsgrad ist im landesweiten Vergleich gering: Nur 29 % der Bevölkerung leben in Städten. Auch die Hochebenen (Yayla), auf denen ein Großteil der temporären Sommersiedlungen liegt (in der Region gibt es 53 bedeutende solcher Sommersiedlungen), verlieren aufgrund von Bevölkerungsrückgang, Ineffizienz und Unzulänglichkeit der Weideflächen sowie unwirtschaftlicher Aktivitäten zunehmend an Bedeutung, und die Zahl der Familien, die diese Yaylas besuchen, nimmt jedes Jahr ab. Das abseits gelegene Gebiet des mittleren Çoruh-Beckens im Einzugsgebiet des Çoruh Nehri gehört zu den unterentwickelten Regionen der Türkei.

### Städtische Zentren

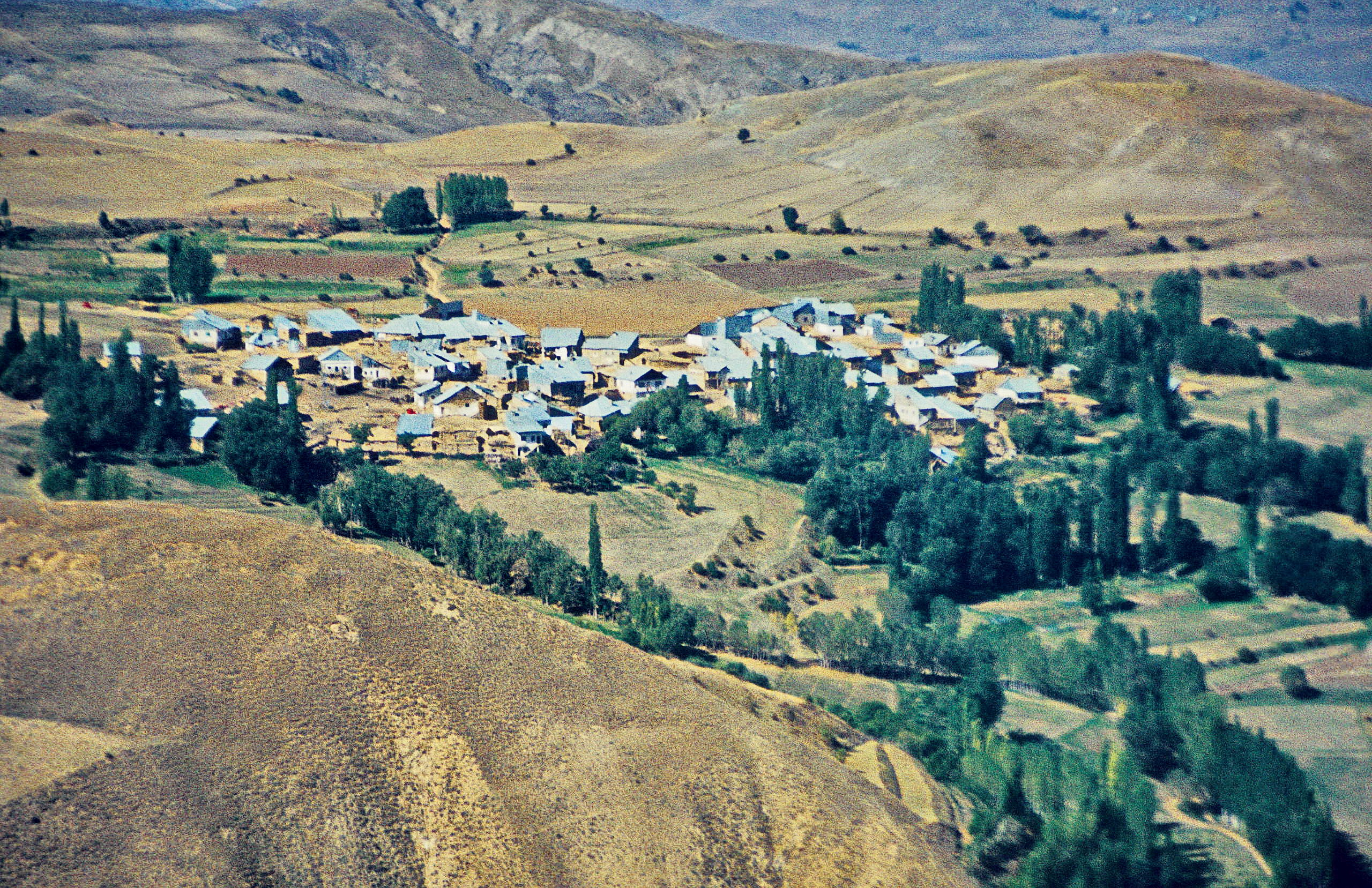
Pazaryolu war bis zur Aufwertung zum Landkreiszentrum 1989 ein Amtsbezirkszentrum (Bucak) im Landkreis İspir und 1984 noch eher ein Dorf.

Die beiden wichtigsten städtischen Siedlungen im mittleren Çoruh-Becken sind İspir im Westen und Yusufeli im Osten. Das Örtchen Pazaryolu war bis zur Aufwertung zum Landkreiszentrum (Ílçe) 1989 ein Amtsbezirkszentrum (Bucak) im Landkreis İspir und im Jahr 1984 noch eher ein Dorf. Auch der rezente Ort Yusufeli ist eine noch sehr junge Stadt ohne bislang bekannten historischen Hintergrund. Als Zentrum eines Landkreises im Tal des Çoruh Nehri 84 km westlich von Artvin ist er administrativ nicht mit Erzurum verbunden, sondern mit der Provinz Artvin, deren Name 1936 noch Çoruh lautete, ehe er 1956 in Artvin geändert wurde. Während der osmanischen und republikanischen Zeit wechselte die Verwaltung des Landkreises Yusufeli sieben Mal seinen Standort. Mit der ersten osmanischen Eroberung wurde der Ort Peterek (heute Çevreli) zum Landkreismittelpunkt erklärt. 1876 amtierte die Kreisverwaltung von Yusufeli in Ersis (heute Demirkent). Das Zentrum des Landkreises Yusufeli wurde dann zwischen 1879 und 1891 im heutigen Dorf Alanbaşı unter dem Namen Kiskim neu gegründet. 1912 änderte man den Namen in Yusufeli. Mit einem am 29. Juni 1926 erlassenen Gesetz war das damalige Kreiszentrum über 55 Dörfer nach Öğdem verlegt worden. Von dort kam die Administration 1950 zum heutigen Standort in Ahalt im Tal des Çoruh Nehri (alternative Namen: Jusufeli, Yusufeli, iusupeli, Юсуфели, იუსუფელი), wo verschiedene Bäche in den Çoruh münden. 2013 rückte mit den Staudammbauten am Fluss Çoruh Nehri seit Anfang des 21. Jahrhunderts die Verlagerung des Kreiszentrums erneut in den Vordergrund, da es durch den Yusufeli-Staudamm überflutet werden würde. Nach 2014 versank ein Teil des Stadtzentrums in diesem neuen Stausee. In wieweit damit Yusufelis Bevölkerungsentwicklung in Verbindung steht, die nach deutlicher Zunahme der Stadtbevölkerung von 5844 (2009) auf 7735 (2017) Bewohnern einen Rückgang auf 7204 (2022) Personen verzeichnete, eine Entwicklung, die in ähnlicher Weise auch für die Landkreisbevölkerung gilt (Abnahme von 21758 auf 18854), ist bislang nicht zu klären. Der Prozess mag wohl eher generell mit Landflucht aus der „hinterwäldlerischen“ Region des mittleren Çoruh-Tales zu erklären sein, denn eine ähnliche Situation verzeichnet auch die Stadt İspir: Dort verringerte sich die Zahl der städtischen Bewohner in den letzten Jahren von 6548 (2009) auf 5818 (2022) und die des Landkreises entsprechend von 16885 (2009) auf 14607 (2022).

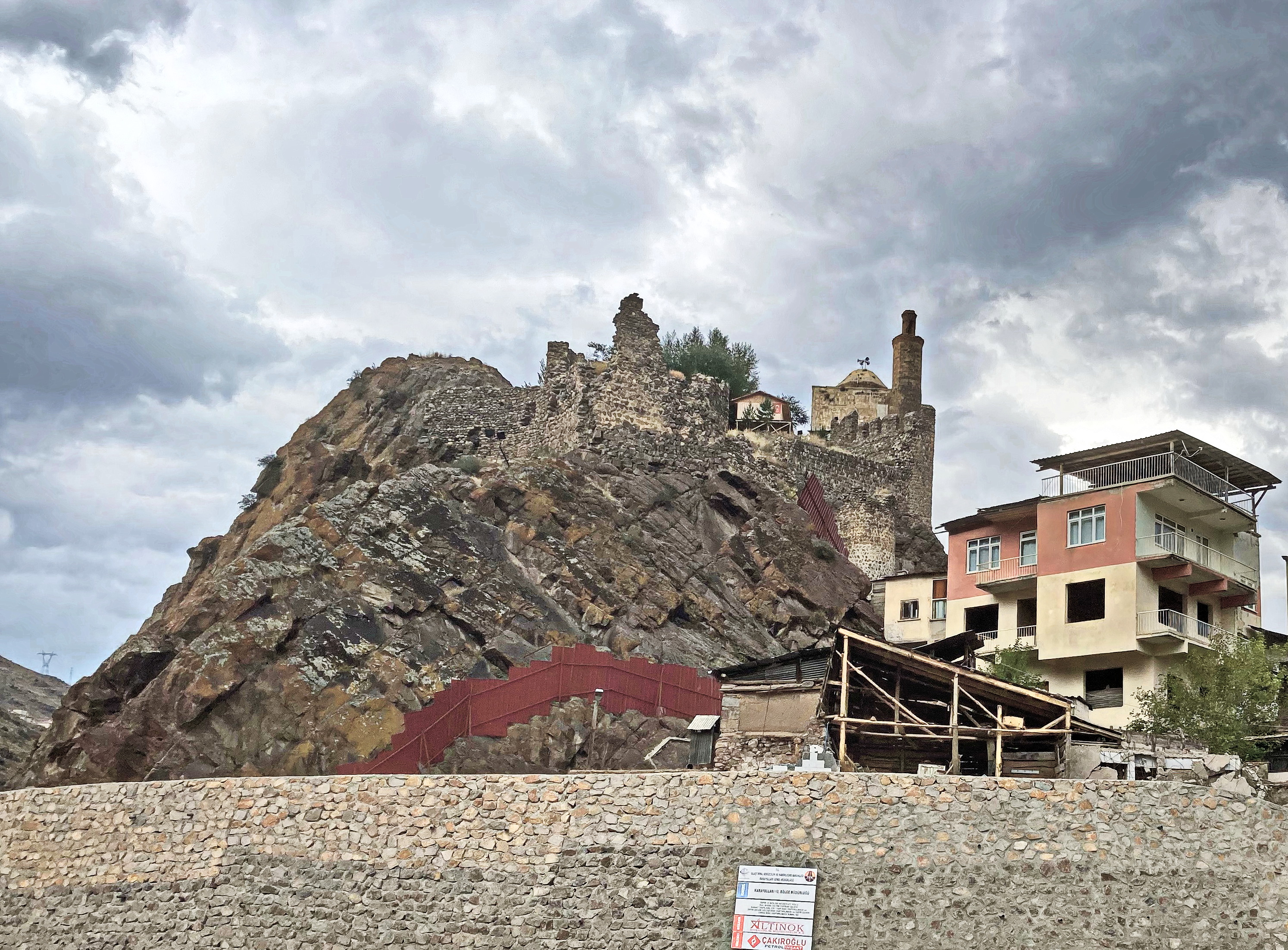
Das eindrucksvolle Wahrzeichen der Stadt İspir ist seine mittelalterliche Burg İspir Kalesi auf einem Felsmassiv am Ufer des .Çoruh Nehri.

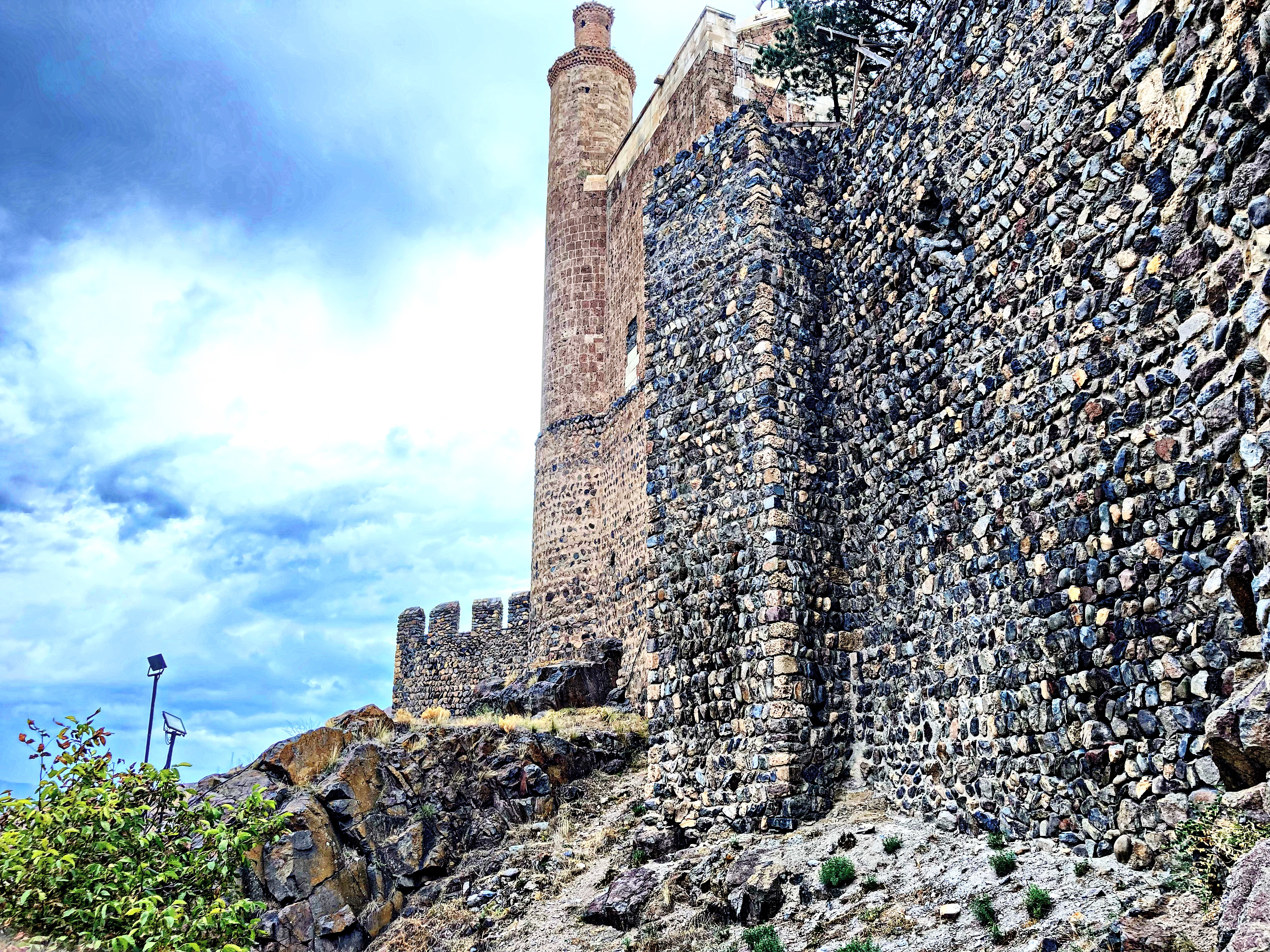
Die gegenwärtig (2024) in Restaurierung befindliche Burg İspir Kalesi wurde bis auf hohe Mauerteile, eine Moschee mit einem einzigen Minarett aus dem 19. Jahrhundert im Süden und Resten einer abgerissenen mittelalterlichen Basilika im Nordosten weitgehend zerstört.

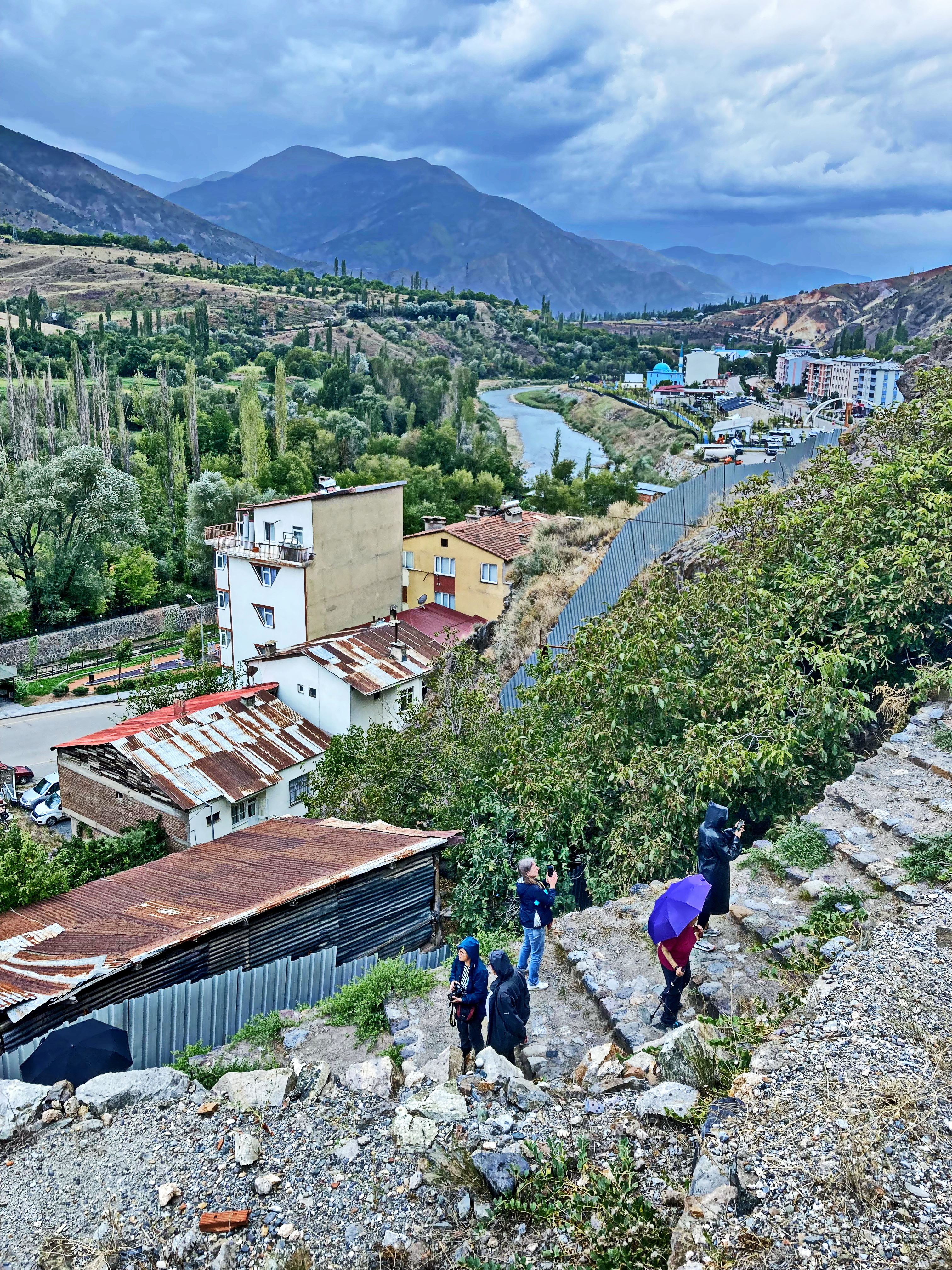
Blick von der Burg İspir Kalesi westwärts ins Tal des Çoruh Nehri

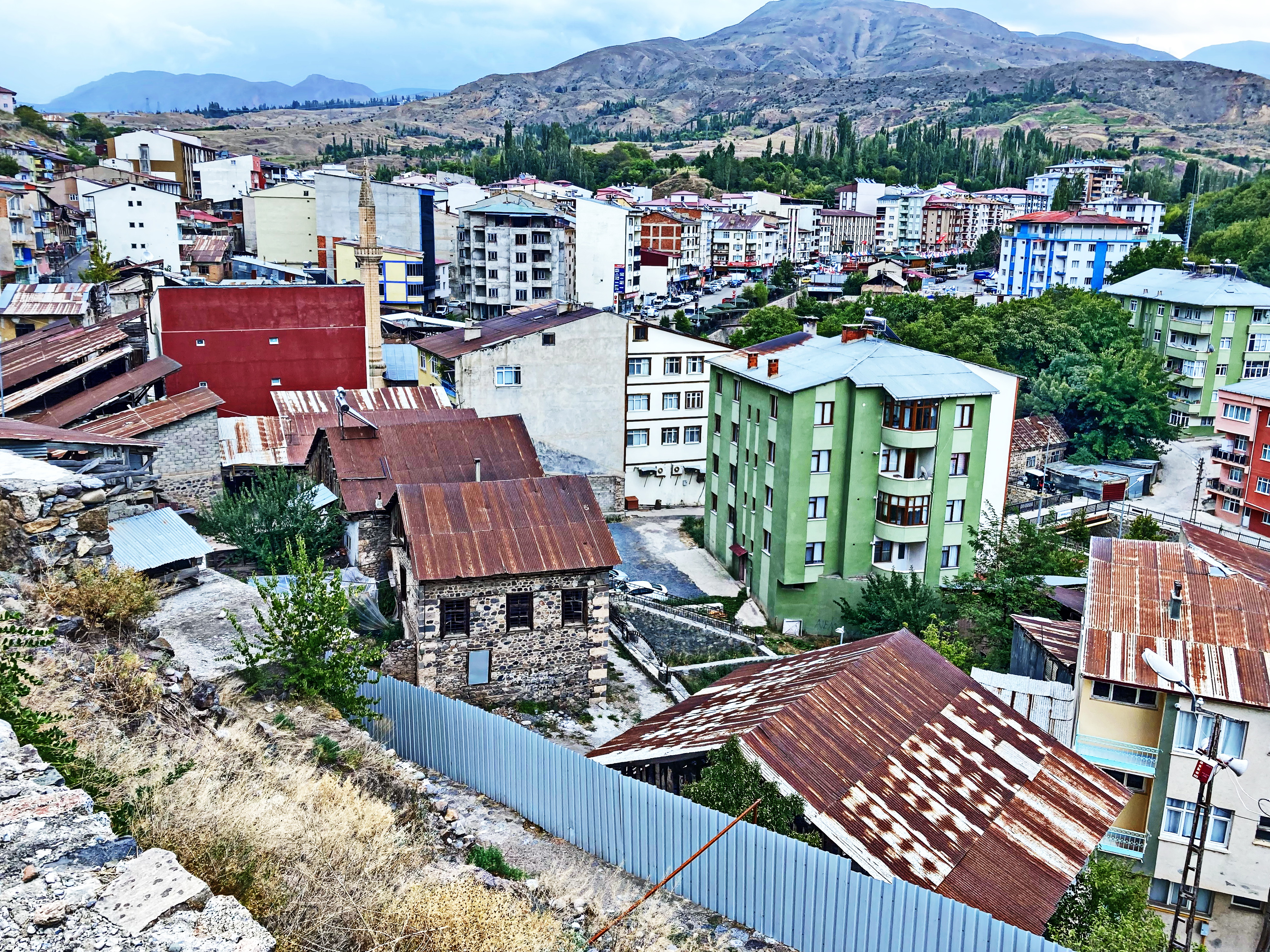
Blick von der Burg İspir Kalesi ostwärts auf das moderne Zentrum der Stadt, im Vordergrund z. T. restaurierte Altstadthäuser.

Auch wenn die Stadt Yusufeli bevölkerungsmäßig größer ist, ist İspir ihr gegenüber deutlich älter und das offensichtliche und historische Zentrum des mittleren Çoruh-Beckens: Die Stadt beherrscht einen Knotenpunkt alter Verbindungen, die seit der Antike durch Burgen und Garnisonen gesichert war: Zum einen die West-Ost-Route entlang der Kelkit- und Çoruh-Furche zwischen dem nordöstlichen Inneranatolien und der Kaukasusregion, zum andern die Nord-Süd-Verbindung – heute die Staatsstraße D 925 – zwischen Ostanatolien und dem östlichen Schwarzmeergebiet auf der Route entlang des Serçeme Çayı über den Gölyurt-Pass (2360 m) via İspir und den Ovit-Pass (2600 m) nach İyidere am Schwarzen Meer. İspir bildete historisch das Fenster von Erzurum zum Schwarzen Meer und weiter nach Westen, und es war unvermeidlich, diese Straßen zu benutzen, um die lokalen Mineralvorkommen unter Kontrolle zu halten und in kurzer Zeit die Küste des Schwarzen Meeres zu erreichen. So ist bis heute das markanteste historische Bauwerk İspirs die Festung İspir Kalesi. In den Quellen gibt es keine konkreten Informationen darüber, von wem und wann die Burg und damit auch die Siedlung gegründet wurden. Aufgrund ihrer geographischen Lage, ihrer strategischen Merkmale und der Tatsache, dass die Burg über einen geheimen Wassertunnel zum Çoruh Nehri verfügt, wird vermutet, dass sie von den Urartäern angelegt wurde. Mit einer Fläche von etwa 125 × 135 m wurde sie durch Verstärkung natürlicher Felsen und die darauf angebrachten Mauern und Bastionen errichtet. Ihre Situation am Çoruh Nehri, dessen Flussschlinge von mehreren Seiten die hohen und steilen Burgfelsen umgibt, weist diverse Gemeinsamkeiten mit anderen urartäischen Burgen auf.

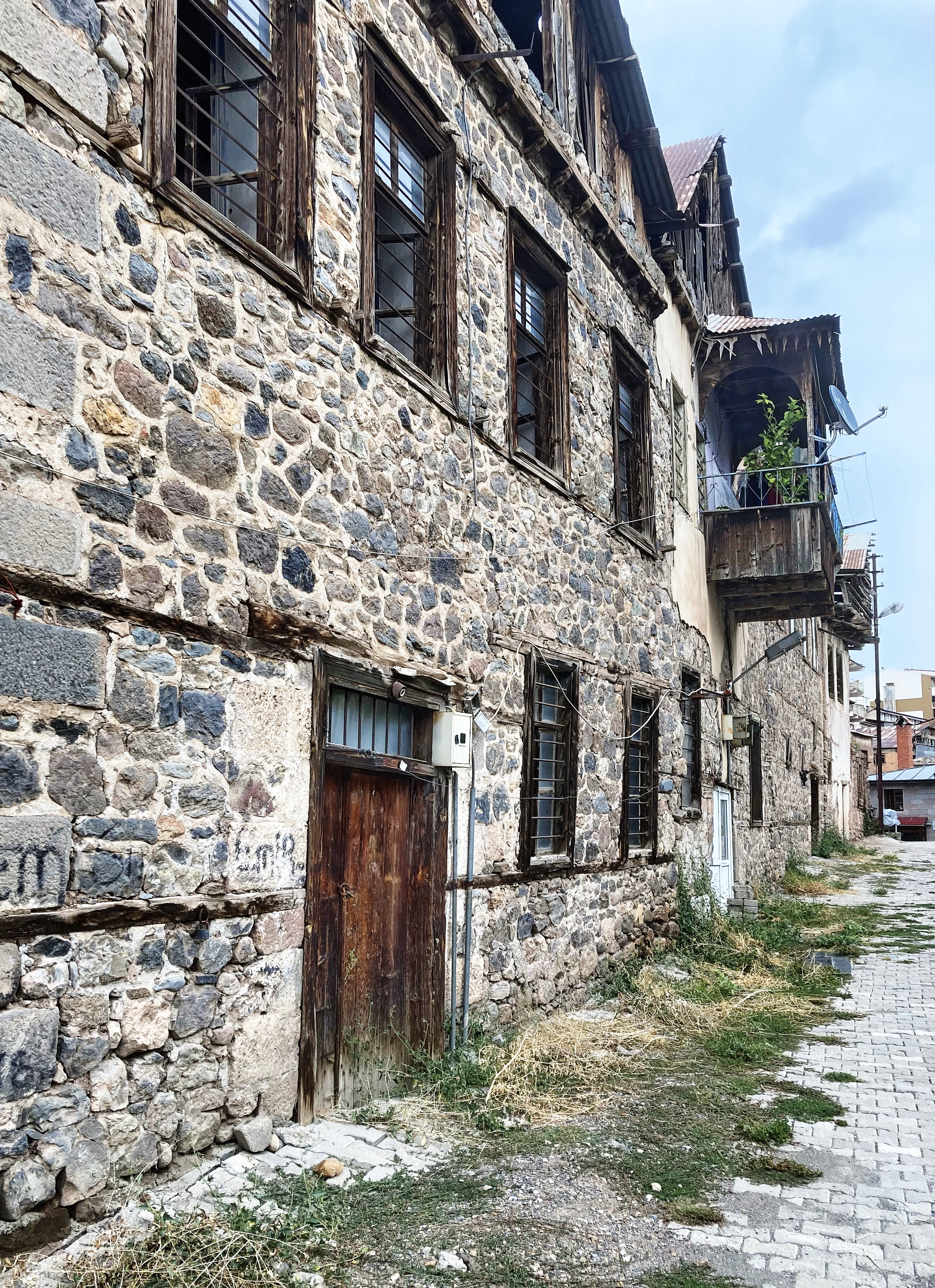
Blick auf die Front restaurierter Altstadthäuser in İspir unterhalb der Burg.

Wie Yusufeli, so ist auch İspir trotz einer langen und bewegten Geschichte bevölkerungsmäßig eine Kleinstadt, eher sogar eine Landstadt. Auch wenn in den meisten statistischen Quellen İspirs Einwohnerzahl für 2023 mit 15914 angegeben wird, ist mit dieser statistischen Angabe keineswegs die Zahl der Stadtbewohner gemeint, sondern die des gesamten Landkreises, was für die Stadt selbst keinerlei Aussagekraft hat: Mit dem türkischen Reform-Gesetz Nr. 6360 von 2012 wurden im gesamten Land alte Verwaltungsbegriffe, wie Dorf (Köy) und Stadtgemeinde/Ortsteil (Mahalle), abgeschafft sowie seit April 2014 alle verwaltungsmäßig untergeordneten Dörfer und Städte in Stadtteile (Mahalle) bzw. Viertel (Mahalle) der übergeordneten Verwaltungseinheit umgewandelt, eine Reform, die statistische Verwirrung schafft. Oft sind die Einwohnerzahlen der „Kernstädte“ nicht mehr zu ermitteln, wenn man die realen Ortsteile der Kernstadt nicht kennt. So hat die rezente Kernstadt İspir 7 Mahalle: die Stadtviertel Aşağıözbağ, Çamlıca, Gaziler, Gülhasİkisu, Karşıyaka, Yukarı, Yukarıözbağ. Andererseits firmiert z. B. das einstige Amtsbezirkszentrum (Bucak) Sırakonak – auf 1813 m Höhe nordöstlich in den Bergen unterhalb des Kaçkar Dağı etwa 50 (!) km (a. d. Straße) von der Kernstadt entfernt gelegen – inzwischen als nordöstlichste Mahalle İspirs. Zur Klärung und Unterscheidung werden die ehemaligen Dörfer mittlerweile zumeist als „Kırsal Mahalle“ (ländliches Viertel) bezeichnet und die realen Kernstadtviertel als „Merkez Mahalle“ (Zentralviertel).

### Landnutzung
Die Haupteinnahmequelle der dörflichen Siedlungen in der Region ist die Land-, Vieh- und Forstwirtschaft. Zumeist steht der Landbau in den Talböden und in Gebieten mit großen landwirtschaftlichen Flächen im Vordergrund, die Tierhaltung eher in Höhenlagen, wo aufgrund widriger klimatischer Bedingungen kein Ackerbau möglich ist, während in Waldsiedlungen Tierhaltung und Forstwirtschaft betrieben wird. Etwa 10 % der Region bestehen aus landwirtschaftlich genutzten Flächen, 19 % aus Wäldern, weitere 21 % aus nicht-landwirtschaftlich genutztem Fels- und Ödland sowie Siedlungsflächen, dagegen 50 % aus Wiesen und Weiden – zumeist in Hochlagen (Yayla-Gebiete). Von den Anbauflächen dienen etwa 17 % ausschließlich der Kultivierung von Weizen. Weitere wichtige landwirtschaftliche Produkte sind Gerste, Zuckerrüben, Kartoffeln sowie Gemüse und Obst, darunter Äpfel, Birnen, Pflaumen, Pfirsiche, Kirschen, Aprikosen sowie Zwiebeln, Kohl und Gurken. Die Bewirtschaftung erfolgt unter Anwendung traditioneller und extensiver Methoden. Maschinen und moderne Agrarmethoden können aufgrund der geographischen und wirtschaftlichen Besonderheiten der Region in der Landwirtschaft nicht eingesetzt werden. Ähnliches gilt für den Viehbestand. Die regionale Tierhaltung erfolgt in Form von Wiesen- und Weidetierhaltung. Deren Anzahl pro Flächeneinheit ist im Vergleich zur Türkei im Allgemeinen gering. 70 % des Viehbestands besteht aus kleinen Wiederkäuern, 26 % aus Rindern und 4 % aus Last- und Zugtieren, deren Bestand aber immer mehr abnimmt.

### Bergbau, Industrie, Gewerbe
Der gegenwärtige Abbau von nutzbaren Lagerstätten im mittleren Çoruh-Becken beschränkt sich – neben zahlreichen Stein- und Kalksteinbrüchen, die mit primitiven Methoden für den Bau von Gebäuden betrieben werden – vor allem auf Kupfervorkommen mit allerdings niedrigem Kupfergehalt in der Nähe von Ulutaş (Reserven 200 Mio. t), dem Dorf Yedigöl bei İspir und kleinere Vorkommen bei Maden (Semehrek) sowie Norgâh im Kreis Pazaryolu. Weitere Mineralien sind Türkis und Eisen. Abbau von Braunkohle von hoher Qualität, aber geringer Flözdicke (Reserve von 100.000 t) wird betrieben im Dorf Koç und stillgelegt in Karahan (Reserve: 6 Mio. t, zwei Hauptadern, nicht mehr betrieben aufgrund unzureichender Untersuchungen) bei İspir. Eisenerze wurden abgebaut und verarbeitet bei Demirköy (ehemals georgisch Nizgivan/Nigzovani (ნიგზოვანი) im Landkreis Yusufeli), sind allerdings heute nicht mehr genutzt. Im mittleren Çoruh-Becken wurden keine größeren Industrieanlagen errichtet, um den Rohstoff- und Arbeitsressourcen der Region gerecht zu werden: Wichtige Industrieobjekte liegen in den benachbarten Gebieten, bei Artvin, Borcka und Muratlı (bei Borçka). Diese Situation ist weit davon entfernt, das Problem lokaler Arbeitslosigkeit in der Region zu lösen. Andererseits hat der Bereich des mittleren Çoruh-Beckens und seiner Umrahmung ein hohes Potenzial im Bereich des Natur- und Kulturtourismus, das allerdings aufgrund der Unzulänglichkeit von Unterkünften, Ausrüstungen und Infrastrukturdienstleistungen noch nicht entsprechend in Wert gesetzt wird.

## Besuchenswerte historische Relikte und Sehenswürdigkeiten (Auswahl)

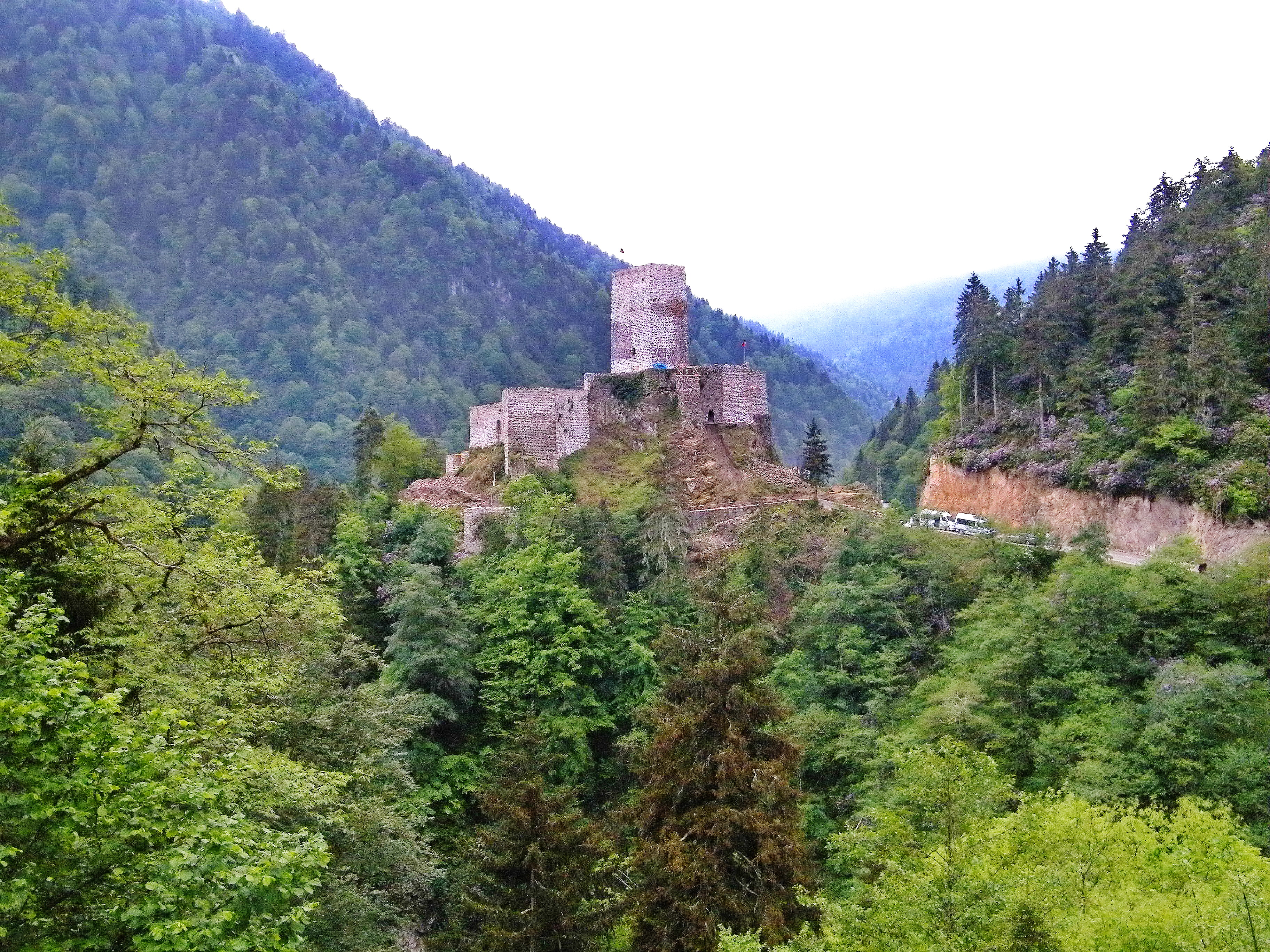
Die im 14. oder 15. Jahrhundert erbaute Burg Zil Kalesi am Avup Dağı wachte über einen alten Gebirgsübergang von Ardeşen am Schwarzen Meer durch das Fırtınatal über die Karadeniz Dağları ins mittlere Çoruh-Becken und wurde bis zum Ende des 19. Jahrhunderts genutzt.

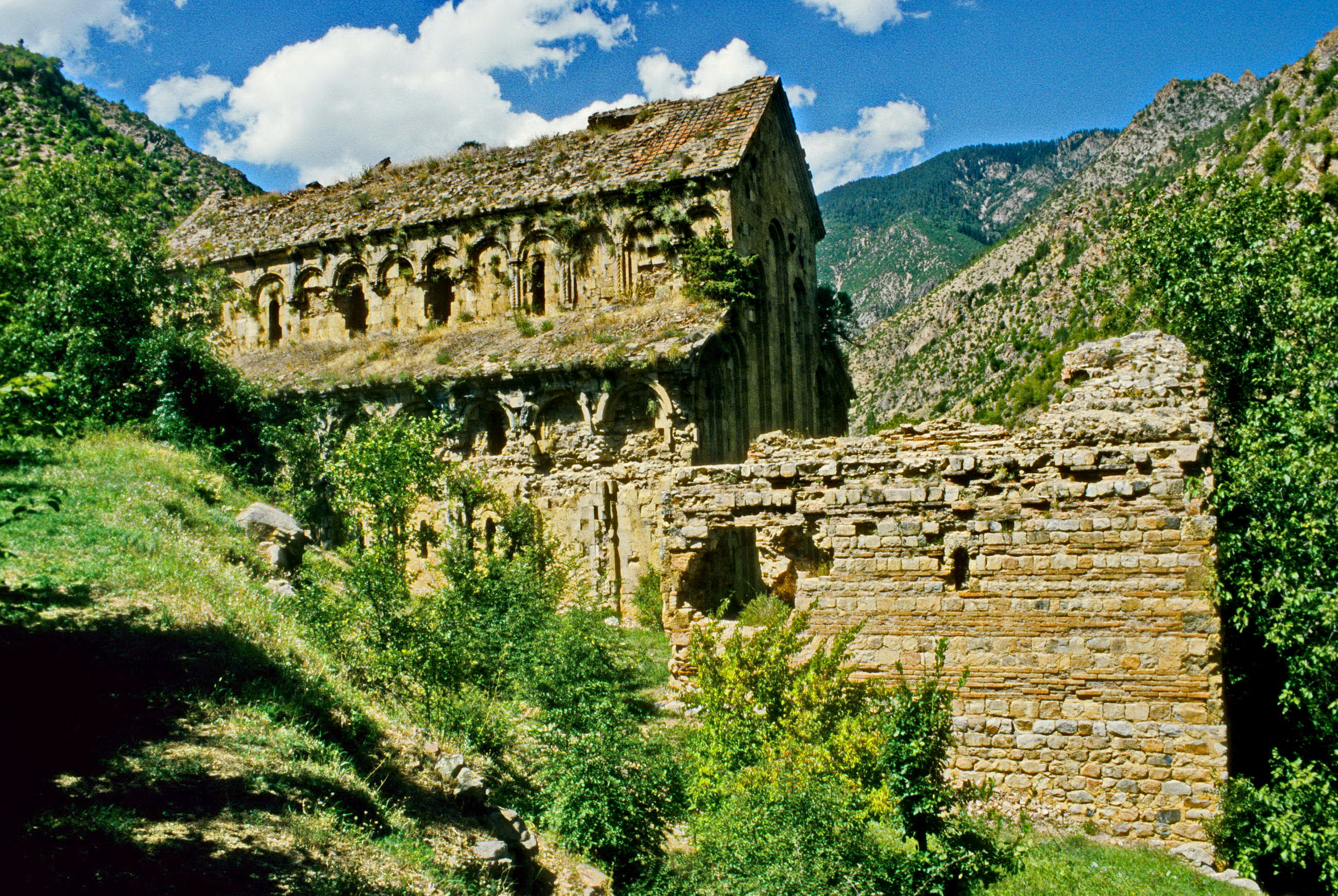
Ruine der mittelalterlichen georgischen Klosterkirche Dörtkilise aus dem 10. Jahrhundert in der abgelegenen Bergregion südlich der Kaçkar Dağları bei Yusufeli (Nordost-Anatolien).

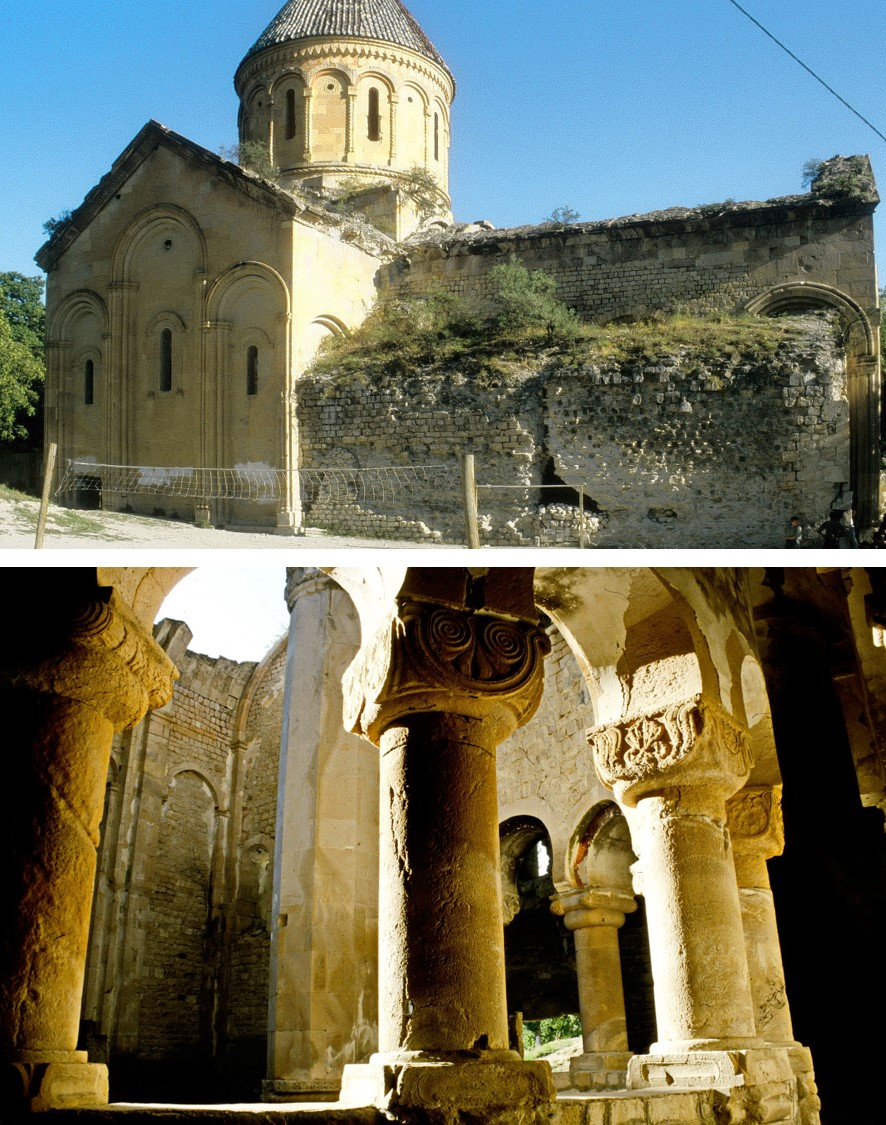
Außen- und Innenansicht der armenisch-georgischen Klosterkirche in Işhan (Landkreis Yusufeli, Provinz Artvin) aus dem 7. bzw. 10. Jahrhundert.

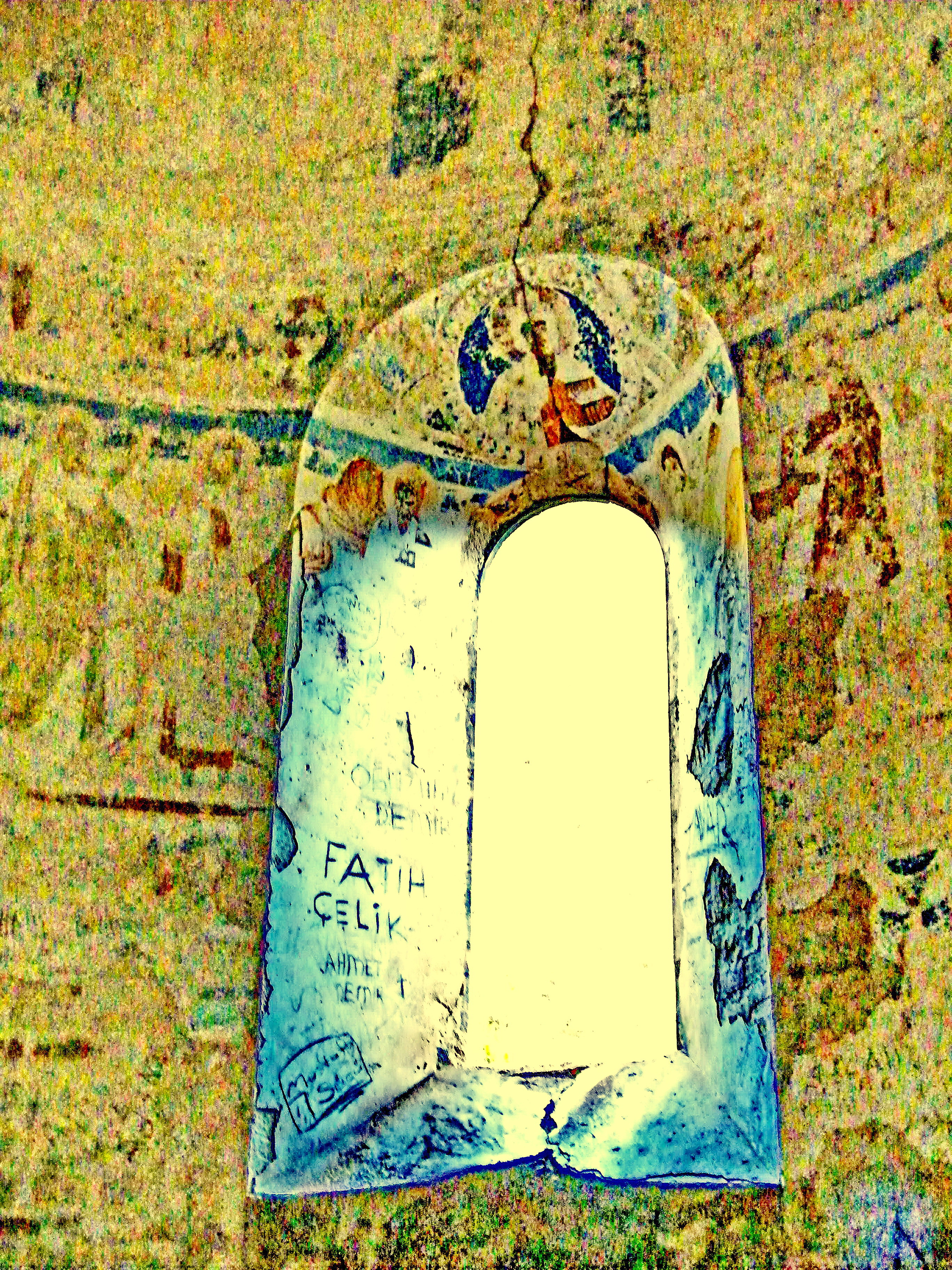
Fresken in der Klosterkirche von Dört Kilise

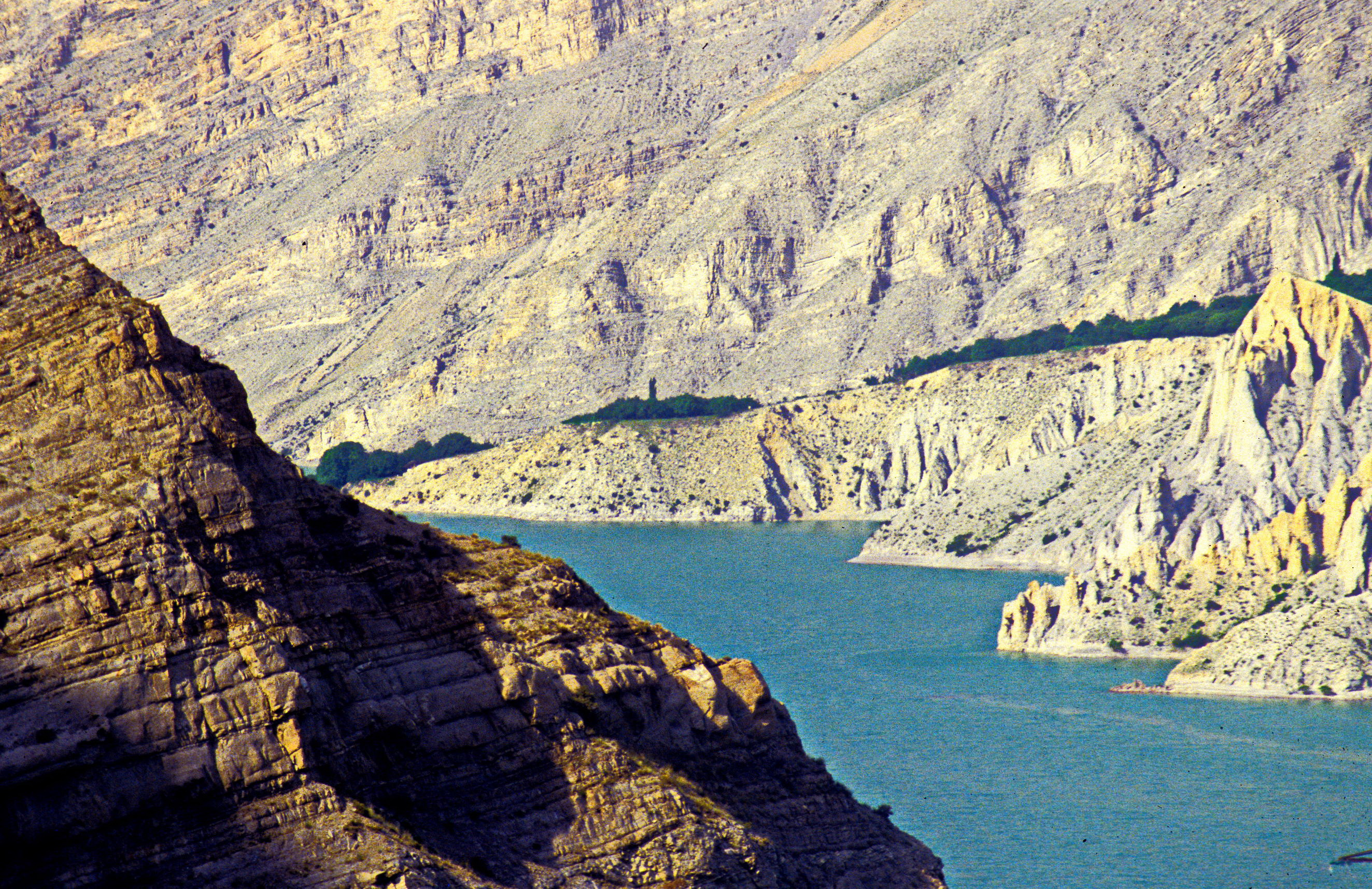
Der 8 km lange und 1 km breite Tortum Gölü entstand durch einen Erdrutsch, der den Tortum Çayı im Uzunderetal nördlich von Altınçanak blockierte.

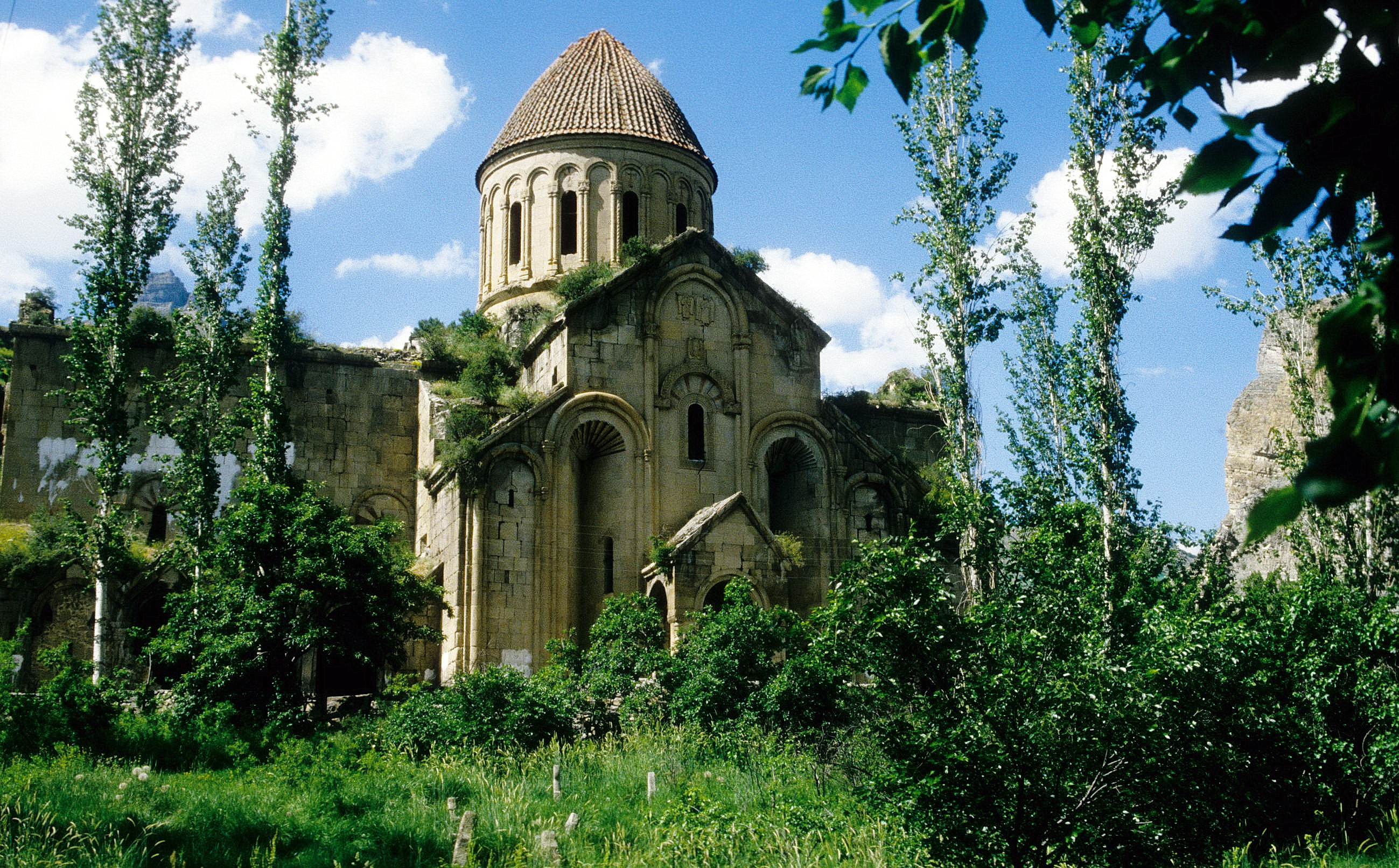
Ruine der größten regionalen Kreuzkuppelkirche des einstigen georgischen Klosters Öşk Vank aus dem 10. Jahrhundert in Çamlıyamaç (Provinz Erzurum, Landkreis Uzundere, auf 1270 m Höhe).

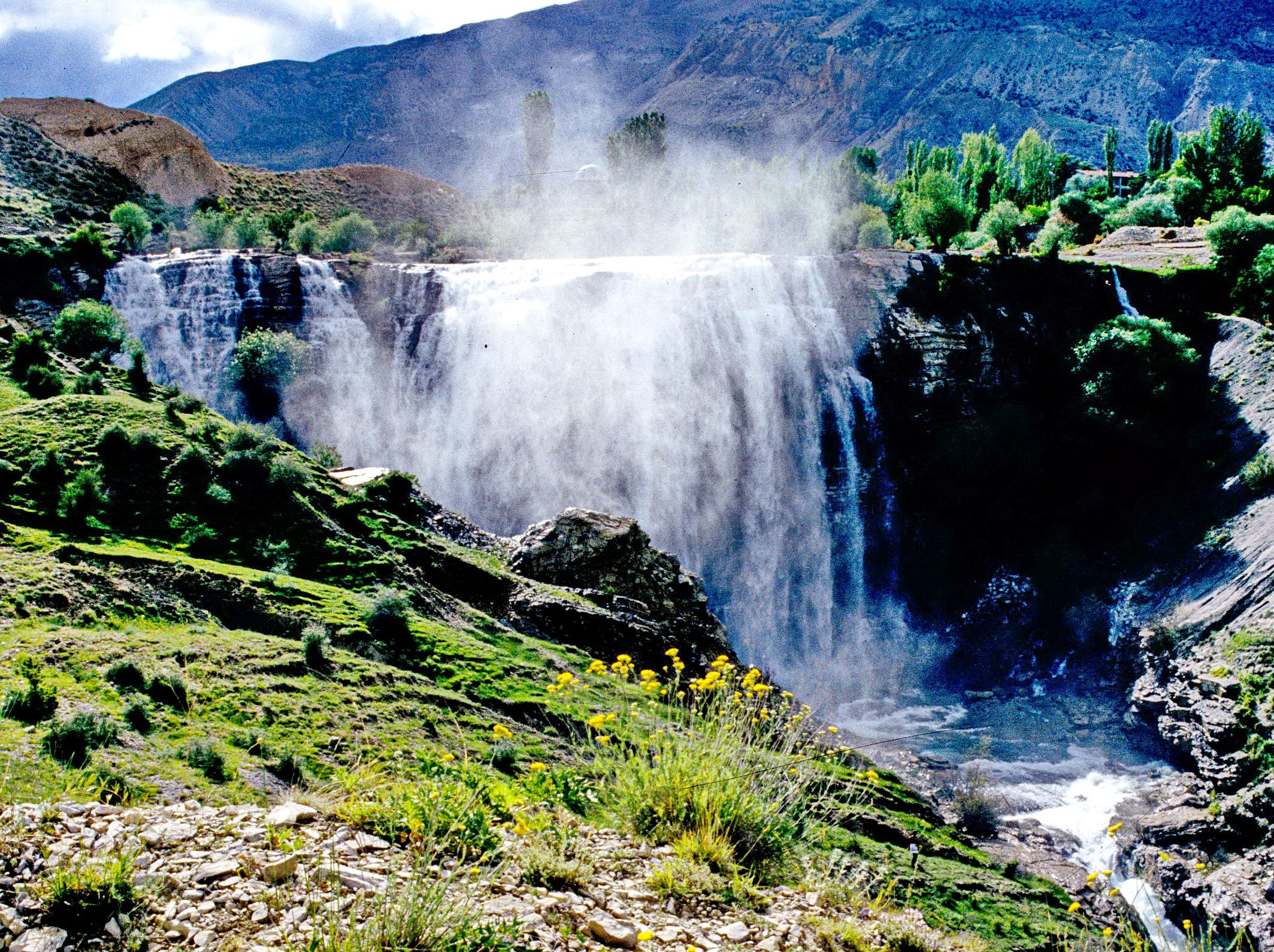
Der im 17. Jahrhundert durch einen Erdrutsch zum Tortum Gölü aufgestaute Tortum Çayı entwässert über die Versturzmassen mit dem 22 m breiten und 48 m hohen Tortum-Wasserfall zwischen dem nördlichen Ende des Tortum-Sees und dem Tev-Tal.

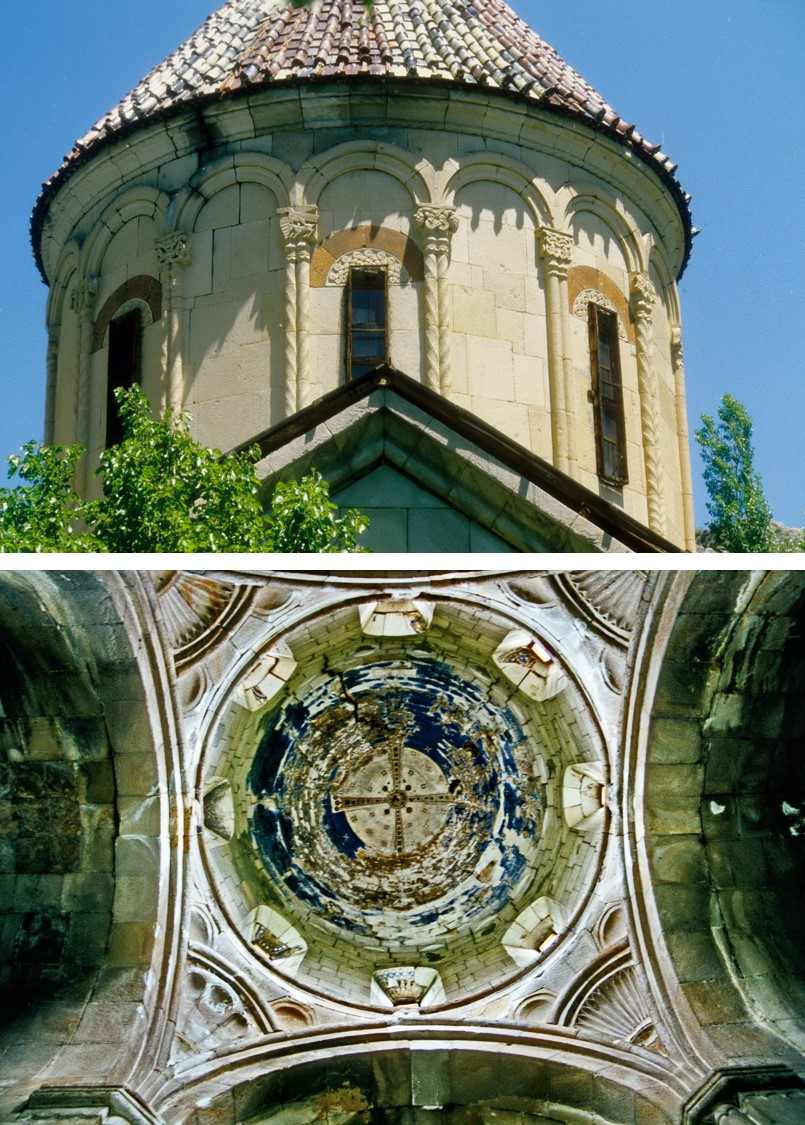
Äußere und innere Kuppel der mittelalterlichen Kirche des Haho-Klosters Chachuli aus dem 10. Jahrhundert beim Ort Bağbaşı am Südhang der Mescit Dağları (Provinz Erzurum, Landkreis Tortum).

Das Tal des Çoruh Nehri und seine Gebirgsumrahmung mit zahlreichen zumeist mittelalterlichen Burgrelikten sowie georgischen/armenischen Kirchen- bzw. Klosteranlagen, der Tortum-See nebst Wasserfall oder die Gletscherseen des Kaçkar-Massivs sowie diverse Höhlen sind nur einige der touristischen Sehenswürdigkeiten im mittleren Çoruh-Becken. Auch wenn von den Burgen und Kirchen oft nur wenige Relikte im Gelände auffindbar sind, so sind einige doch einen Besuch wert:
İspir Kalesi: Die mittelalterliche Burg İspir Kalesi ist das eindrucksvolle Wahrzeichen der Stadt İspir auf einem Felsmassiv am Ufer des Çoruh Nehri. Die gegenwärtig (2024) in Restaurierung befindliche Burg wurde bis auf hohe Mauerteile, eine Moschee mit einem einzigen Minarett aus dem 19. Jahrhundert im Süden und Resten einer abgerissenen mittelalterlichen Basilika im Nordosten weitgehend zerstört.
Maden Kalesi: Die Burg 15 km westlich von İspir bei Maden nördlich der Fernstraße Erzurum-İspir wurde auf einem teilweise steilen und abfallenden Felsen erbaut. Sowohl die Süd- als auch die Nordmauer der Anlage sind gut erhalten.
Devedağı (Fısırik) Kalesi: Südwestlich des Dorfes Devedağı, 33 km von İspir auf den Höhen der Mescit Dağları liegt die Burg auf steilen, dreieckig ansteigenden Klippen und überblickt die gesamte Region. Obwohl stark beschädigt, sind die Südmauern relativ gut erhalten. Ein 8 × 8 m großer Raum, der heute als Moschee genutzt wird, teilt den Bau in zwei Teile.
Kümbettepe (Pazaryolu/Norgâh) Kalesi: Bei den Resten der Burg bei Kümbettepe, etwa 1 km nördlich von Pazaryolu in einer Höhe von 1470 m wurde eine kleine Menge älterer Keramik gefunden, wonach es sich um eine der mittelalterlichen Burgen der Region handelt.
Elmalı Kalesi: Die auf einem hohen Felsen in einer Senke 1 km südlich des Dorfes Elmalı, 21 km von İspir angelegte Burg steht auf einer Höhe von 1570 m. Von dem Bau ist nur noch ein Teil der Westmauer übrig. Die Nähe zu Elmalı mit landwirtschaftlichen Aktivitäten spielte eine wesentliche Rolle bei ihrer Zerstörung.
İyidere Kalesi: Etwa 1,5 km südöstlich des Dorfes İyidere und 23 km nordwestlich von İspir erhebt sich die Burg auf einer Höhe von 1960 m auf einem sehr hohen Felsmassiv. Obwohl das Mauerwerk auf allen Seiten der Burg vollständig verschwunden ist, verweisen Trockenmauerreste auf eine Anlage bereits in der Frühbronzezeit.
Karakale: 45 km östlich von İspir etwa 3 km nordwestlich des Dorfes Karakale stehen in 1740 m Höhe die Reste der Burg auf einem ca. 100 m hohen Felsen, von dem aus die Burgen Yokuşlu (Nihah) und Köprügören (Oşnak) und das Tal des Çoruh Nehri deutlich zu erkennen sind. Die Burg ist stark beschädigt und zeigt nur wenige Mauerreste.
Cankurtaran (Kayser) Kalesi: Etwa 2 km nordwestlich des Dorfes Cankurtaran 13 km südlich von İspir überragt die Burg in 1990 m Höhe die Umgebung vollständig als eine der höchsten Burgen der Region. Es wurden keine Ummauerungsreste gefunden, so dass die Anlage eher einem Wachturm als einer Burg ähnelt. Die Nähe zum Dorf verstärkte die Zerstörung und führte zu illegalen Raubgrabungen.
Bahçeli Kalesi: Die Burg an der Straße von Yusufeli nach Öğdem erhebt sich 10 km nördlich von Yusufeli 1 km nordwestlich des Dorfes Bahçeli. Die etwa 700 m hoch gelegene Anlage wurde auf einem 60 m hohen Felsen errichtet. Sie beherrscht die gesamte Umgebung und ist bis heute weitgehend unversehrt erhalten geblieben.
Bostancı Kalesi: Die Befestigung liegt im Bezirks Ahalt, 8 km südlich des Dorfes Bostancı und 26 km nördlich von Yusufeli in 870 m Höhe. Während die Westmauern weitgehend erhalten sind, wurden die anderen Seiten stark beschädigt.
Tekkale: Die Bastion liegt an der Fernstraße von Yusufeli nach Kılıçkaya beim Ortsteil Kaledibi des Dorfes Tekkale 10 km südwestlich von Yusufeli auf einer Höhe von 730 m. Es gibt keinen Zugang, da sie auf einem steilen Felsen erbaut wurde, der an allen vier Seiten in Klippen übergeht. Die erhaltenen südlichen Mauern wurden mit einem mittelalterlichen Bruchsteinmauerwerk errichtet.
Çevreli Kalesi: Die Anlage im Mahalle Meydan an der Straße von Yusufeli nach Kılıçkaya erhebt sich 500 m südwestlich des Dorfes Çevreli 19 km südwestlich von Yusufeli. Fast alle Mauern der 770 m hoch gelegenen Bastei sind bis auf die Ostmauern intakt. Es handelt sich um eine der größten Zitadellen der Region.
Kılıçkaya (Ersis) Kalesi: Die Burgruine befindet sich in Kaleboynu, etwa 4 km nordöstlich von Kılıçkaya 22 km von Yusufeli auf einer Höhe von 1900 m. Das Bauwerk erinnert eher an einen Wachturm. Obwohl sie an einer schwer zugänglichen Stelle liegt, wurde sie schwer beschädigt und nur ein Teil der Westmauern blieb stehen.
Çiftlik (Akbaş) Kalesi: Die mittelalterliche Festungsruine liegt 11 km südwestlich von Yusufeli und 6 km nordwestlich der Stadt Kılıçkaya auf einem kleinen Felsen in 780 m Höhe unmittelbar neben der Fernstraße von Yusufeli nach Kılıçkaya. Fast alle Mauern der Nord-Süd-orientierten Burg sind eingestürzt.
Yokuşlu (Nihah) Kalesi: Die Schutzanlage befindet sich im Ortsteil Baglik etwa 1 km nordwestlich des Dorfes Yokuşlu bei Yusufeli auf einer Höhe von 930 m an der Grenze zwischen den Landkreisen Yusufeli und İspir in der Nähe des Çoruh Nehri. Die Fernstraße von Yusufeli nach İspir verläuft direkt neben der Ruine. Obwohl die Burg weitgehend zerstört ist, stehen ihre östlichen Mauern noch.
Zil Kalesi: Die im 14. oder 15. Jahrhundert erbaute Wehranlage Zil Kalesi am Avup Dağı wachte einst über einen alten Gebirgsübergang von Ardeşen am Schwarzen Meer durch das Fırtınatal über die Karadeniz Dağları ins mittlere Çoruh-Becken. Sie wurde bis zum Ende des 19. Jahrhunderts genutzt und Anfang des 21. Jahrhunderts restauriert.
Dörtkilise: Der Ruinenkomplex der mittelalterlichen georgischen Klosteranlage Dörtkilise aus dem 10. Jahrhundert steht in der abgelegenen Bergregion südlich der Kaçkar Dağları bei Yusufeli und enthält alte Fresken.
Işhan: Die sehenswerte armenisch-georgische Klosterkirche in Işhan aus dem 7. bzw. 10. Jahrhundert erreicht man auf den Höhen unmittelbar südlich von Yusufeli.
Ösk Vank: Die Ruine der größten regionalen Kreuzkuppelkirche des einstigen georgischen Klosters Öşk Vank aus dem 10. Jahrhundert steht in 1270 m Höhe abseits des Tortum-Tales in Çamlıyamaç (Provinz Erzurum, Landkreis Uzundere).
Chachuli/Chachul: Die mittelalterliche Kirche des Haho-Klosters Chachuli aus dem 10. Jahrhundert findet man in einem Seitental des Tortum Çayı beim Ort Bağbaşı am Südhang der Mescit Dağları (Provinz Erzurum, Landkreis Tortum)..
Elmalı Mağarası: In der Höhle mit natürlichen und breiten Galerien 1 km östlich des Dorfes Elmalı 17 km von İspir gibt es Stalaktiten und Stalagmiten. Die meisten Stalagmiten haben einen Durchmesser von 60 cm und eine Länge von 3,5 m.
Sırakonaklar (Hodiçor) Mağarası: Die Höhlen befinden sich in den Felsen südlich des Çoruh Nehri am Zusammenfluss mit dem Hodiçor Çayı bei Sırakonaklar 40 km nordöstlich von İspir. Es ist schwierig, die Höhlen zu erreichen, die südlich des Çoruh Nehri in 1000 m Höhe in den Felsen gehauen sind.
Bakırtepe Mağarası: Die Höhle liegt etwa 4 km nördlich von Bakırtepe zwischen Bakırtepe und Avcılar 41 km von Yusufeli und 17 km von Kılıçkaya. Die Höhle liegt auf einem sehr großen Felsgrund 20 m über der Ebene. Über dem Eingang befindet sich eine Inschrift eingraviert in den Felsen auf einer etwa 0,45 × 0,40 m großen Tafel. 1997 bewertete ein Forscherteam die Inschrift als alttürkische Runeninschrift und vermerkte, dass die Höhle in prähistorischen Zeiten als vorübergehender Unterschlupf diente.
Tortum-See: Der eindrucksvolle, 8 km lange und 1 km breite Tortum Gölü entstand durch einen Erdrutsch/Felssturz, der den Tortum Çayı im von felsigen Flanken eingerahmten Uzundere-Tal nördlich von Altınçanak blockierte.
Tortum Şelalesi: Der im 17. Jahrhundert durch einen Erdrutsch zum Tortum Gölü aufgestaute Tortum Çayı entwässert über die entsprechenden Versturzmassen mit dem 22 m breiten und 48 m hohen Tortum-Wasserfall zwischen dem nördlichen Ende des Tortum-Sees und dem Tev-Tal (Tev Vadisi).